# Liste der Zuflüsse des Neckars
Die Liste der Zuflüsse des Neckars enthält die Nebenflüsse des Neckars.
Er ist ein großer rechter Nebenfluss des Rheins, der im Bereich der Engstelle zwischen südwestlicher Schwäbischer Alb und Mittlerem Schwarzwald entspringt. Wo seine „richtige“ Quelle liegt, ist umstritten, je nachdem hat er eine Länge von 362 bis 384 km. Er entwässert eine Fläche von 13.934 km², die größtenteils in Baden-Württemberg liegt, und mündet in Mannheim in den Rhein.

## Diagramm der Zuflüsse mit 50km Länge und mehr

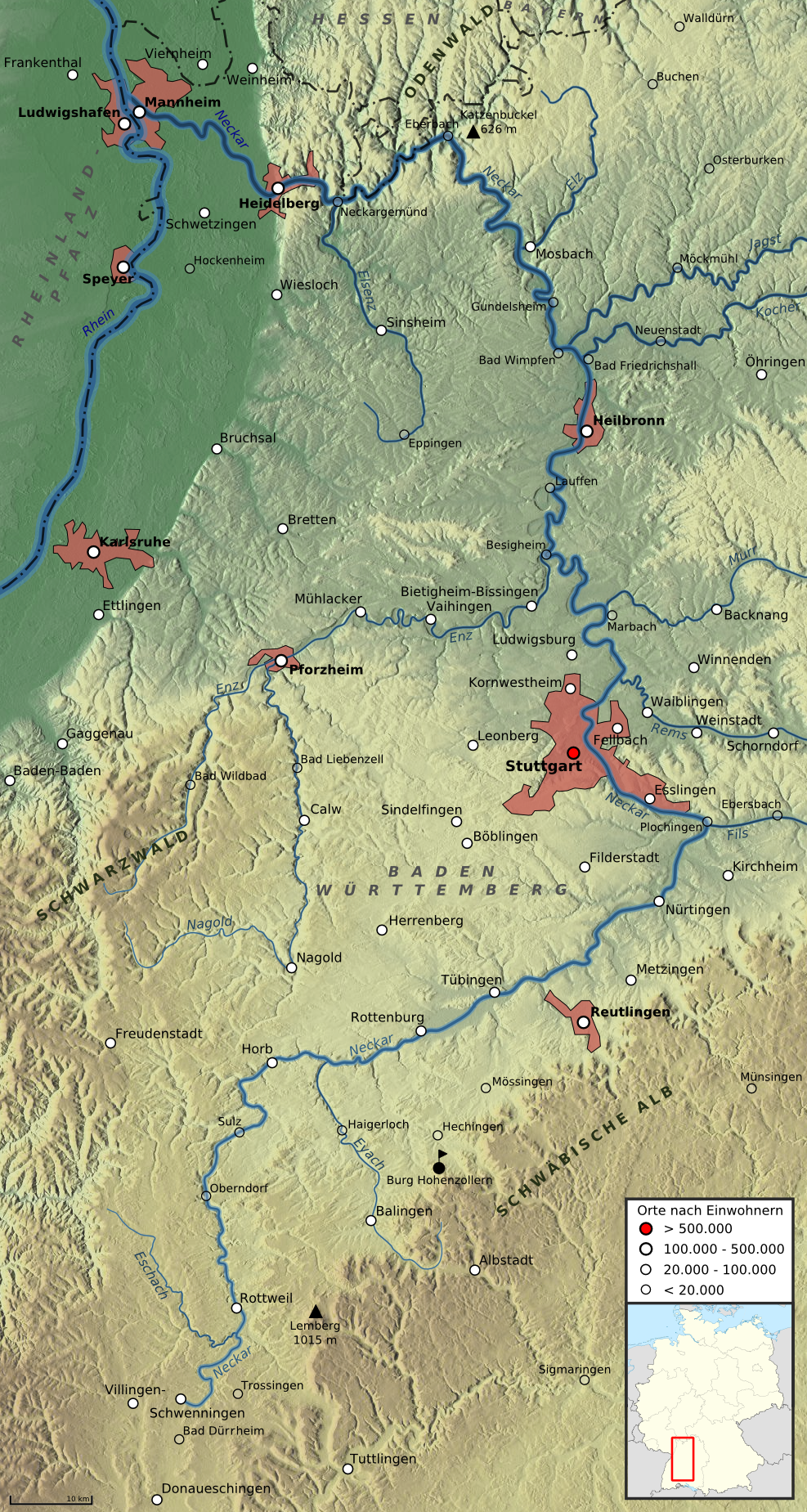
Flusssystem des Neckars

Die größten unter den Zuflüssen des Neckars sind die Enz mit dem größten Einzugsgebiet, der Kocher mit der höchsten mittleren Wasserführung und die Jagst mit der größten Länge.
Über 50 km Länge erreichen insgesamt acht Zuflüsse, nämlich nacheinander die Eyach, die Fils, die Rems, die Murr, dann – schon erwähnt – die Enz, der Kocher, die Jagst sowie zuletzt die Elsenz. Enz und Elsenz sind linke, die anderen rechte Zuflüsse.
Der Kocher-Nebenfluss Lein ist am Zusammenfluss nicht nur länger als der dortige Oberlauf des Kochers, sondern auch wasserreicher; nach hydrografischer Konvention wäre damit die Lein als Hauptfluss des Kochersystems anzusehen, das mit einem dann 201 Kilometern langen Fließweg den der Jagst noch überträfe. Die Enz hat ebenfalls einen großen Nebenfluss Nagold, der am Zusammenfluss länger ist als sie selbst und mehr Wasser führt, kommt mit dieser als Oberlauf aber dennoch nur auf eine Länge von etwa 149 Kilometern.
| Zuflüsse des Neckars ab 50 km Länge                               | Zuflüsse des Neckars ab 50 km Länge | Zuflüsse des Neckars ab 50 km Länge | Zuflüsse des Neckars ab 50 km Länge | Zuflüsse des Neckars ab 50 km Länge |
| ----------------------------------------------------------------- | ----------------------------------- | ----------------------------------- | ----------------------------------- | ----------------------------------- |
| Quelle                                                            |                                     |                                     |                                     |                                     |
| Eyach                                                             | Eyach                               |                                     | 50 km                               | 50 km                               |
| Fils                                                              | Fils                                |                                     | 63 km                               | 63 km                               |
| Rems                                                              | Rems                                |                                     | 78 km                               | 78 km                               |
| Murr                                                              | Murr                                |                                     | 52 km                               | 52 km                               |
| Enz                                                               | Enz                                 |                                     | 106 km                              | 106 km                              |
| Enz (mit Nagold)                                                  | Enz (mit Nagold)                    |                                     | 149 km                              | 149 km                              |
| Kocher                                                            | Kocher                              |                                     | 169 km                              | 169 km                              |
| Kocher (mit Lein)                                                 | Kocher (mit Lein)                   |                                     | 201 km                              | 201 km                              |
| Jagst                                                             | Jagst                               |                                     | 190 km                              | 190 km                              |
| Elsenz                                                            | Elsenz                              |                                     | 53 km                               | 53 km                               |
| Mündung – dunkelblau: linke Zuflüsse, hellblau: rechte Zuflüsse – |                                     |                                     |                                     |                                     |

## Zuflüsse mit 20km Länge und mehr
- Eschach (linker Zufluss bei Rottweil-Bühlingen, 38,1 km und 218 km²)
- Prim (rechter Zufluss bei Rottweil, 21,1 km und 141 km²)
- Schlichem (rechter Zufluss bei Epfendorf, 34,4 km und 107 km²)
- Glatt (linker Zufluss bei Horb-Neckarhausen, 34,2 km und 234,3 km²)
- Eyach (rechter Zufluss bei Eutingen im Gäu-Eyach, 50,4 km und 349,6 km²)
- Starzel (rechter Zufluss bei Rottenburg-Bieringen, 42,8 km und 178 km²)
- Steinlach (rechter Zufluss bei Tübingen, 25,1 km und 141,6 km²)
- Ammer (linker Zufluss bei Tübingen-Lustnau, 22,5 km und 238,3 km²)
- Echaz (rechter Zufluss bei Kirchentellinsfurt, 22,8 km und 115,0 km²)
- Erms (rechter Zufluss bei Neckartenzlingen, 32,7 km und 179,2 km²)
- Aich (linker Zufluss bei Nürtingen-Oberensingen, 30,4 km und 179,6 km²)
- Lauter (rechter Zufluss bei Wendlingen, 25,7 km und 191,2 km²)
- Fils (rechter Zufluss bei Plochingen, 62,8 km und 706,9 km²)
- Körsch (linker Zufluss westlich von Deizisau, 26,3 km und 130,1 km²)
- Rems (rechter Zufluss bei Remseck, 78,4 km und 586,4 km²)
- Murr (rechter Zufluss bei Marbach, 51,5 km und 507,4 km²)
- Enz (linker Zufluss bei Besigheim, 105,5 km und 2.228,0 km²)
- Zaber (linker Zufluss bei Lauffen, 22,4 km und 112,8 km²)
- Schozach (rechter Zufluss bei Heilbronn-Sontheim, 25,6 km und 93,5 km²)
- Lein (linker Zufluss bei Heilbronn-Neckargartach, 27,3 km und 118,9 km²)
- Sulm (rechter Zufluss bei Neckarsulm, 26,2 km und 121,6 km²)
- Kocher (rechter Zufluss bei Bad Friedrichshall-Kochendorf, 168,7 km und 1.960,1 km²)
- Jagst (rechter Zufluss bei Bad Friedrichshall-Jagstfeld, 190,2 km und 1.838,0 km²)
- Elz (rechter Zufluss bei Mosbach-Neckarelz, 39,8 km und 159,9 km²)
- Itter (rechter Zufluss in Eberbach, 28,0 km und 168,4 km²)
- Laxbach (rechter Zufluss bei Hirschhorn, 30,0 km mit längstem Oberlauf und 169,9 km²)
- Steinach (rechter Zufluss bei Neckarsteinach, 21,9 km und 69,6 km²)
- Elsenz (linker Zufluss bei Neckargemünd, 53,4 km und 543,1 km²)

## Detaillierte Liste der Zuflüsse
Nach TK25, LUBW-FG10 und LUBW-GEZG.
Namen regelmäßig nach TK25, Notnamen eingeklammert.
Länge regelmäßig nach den Datensätzen der LUBW-FG10, allenfalls auch abgemessen.
Einzugsgebietsgrößen regelmäßig nach LUBW-GEZG, wo nötig wurden dazu Teileinzugsgebiete aufsummiert.
Andere als die regelmäßigen Quellen jeweils mit Nachweis.
Mühlkanäle werden meist nicht mit aufgeführt, ebenso wenig Regenwasserzuleitungen aus den kommunalen Kanalnetzen.

### Quelle bis Eschach

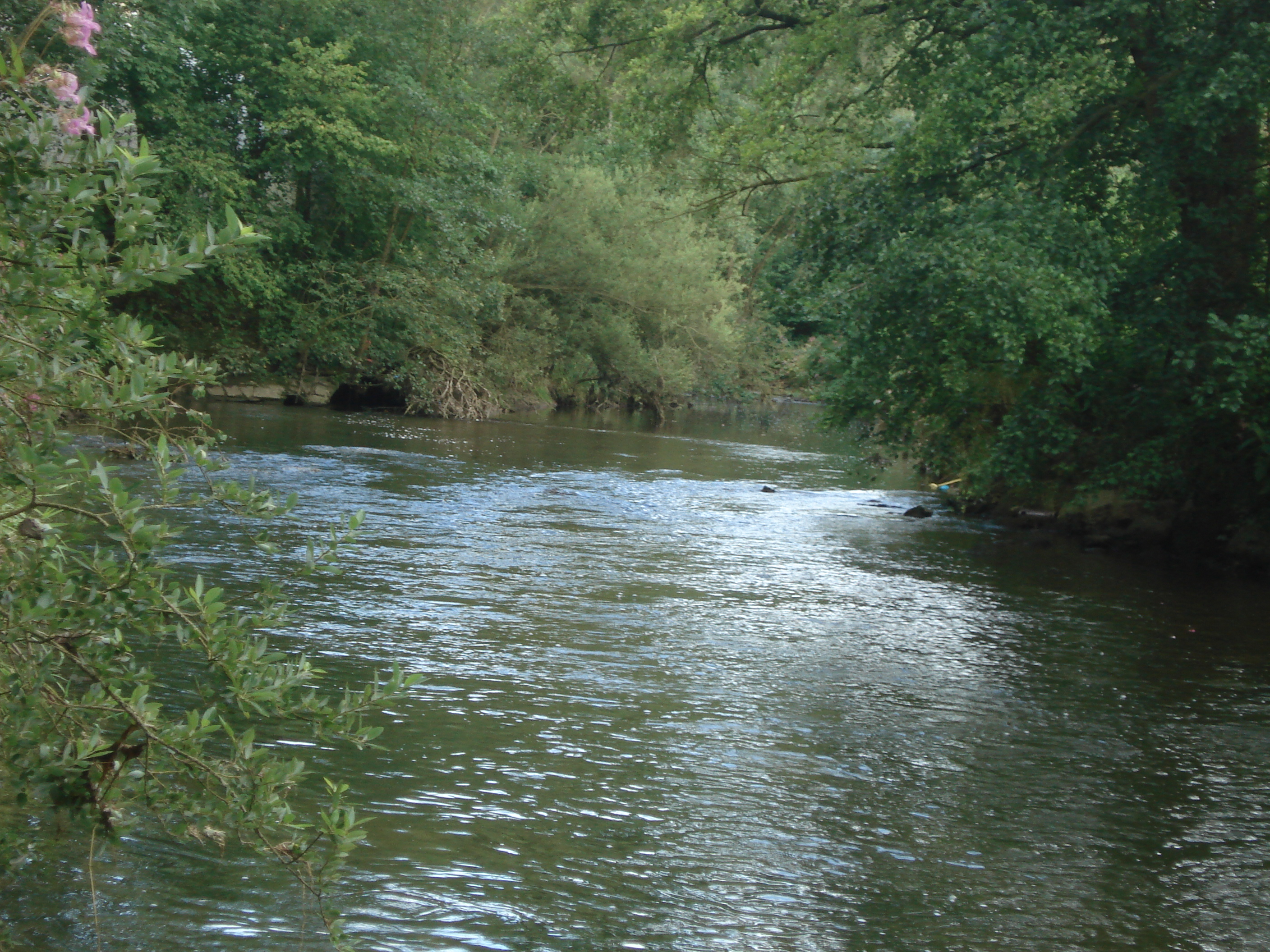
Eschachmündung in Rottweil

- Durchfließt einen See im Schwenninger Moos vor Schwenningen, 3,8 ha.
- Kugelmoosbach, von links unmittelbar nach dem Schwenninger Moos noch vor Schwenningen, 0,8 km und 1,2 km².
- Durchfließt einen See am Südrand von Schwenningen, 1,5 ha.
- Durchfließt eine schlauchförmige Gewässeraufweitung, vor der Salinenstraße in Schwenningen, unter 0,2 ha.
- Passiert einen See am linken Ufer, vor der Möglingstraße in Schwenningen, unter 0,3 ha.
- (Bach aus dem Gunnental), von rechts vor der L 173 noch in Schwenningen, 1,8 km und 2,3 km².
- Mühlbach, von rechts nach der L 173 gegenüber dem Flugplatz Schwenningen, 5,1 km und 9,1 km².
- Brandgraben, von rechts am Waldeintritt nach dem Landeplatz Schwenningen, 1,0 km und 0,5 km².
- Schafwiesengraben, von links am Eintritt ins Waldgewann Schopfelen, 0,5 km und 0,0 km².
- (Bach aus dem Völklestal), von links im Waldgewann Spitzwiesen, 1,7 km und 1,0 km².
- (Bach aus dem Hebental), von links gleich danach, 1,6 km und 1,5 km².
- Moosgraben, von rechts am Waldrand zur Flurinsel Nägelessee, 0,9 km und 0,3 km². Rechter Nebengraben, der an der Mündung des Brandgrabens abgeht.
- Nägelesgraben (!), von rechts noch in der Flurinsel, 0,9 km und 0,2 km². Nebengraben, der kurz nach dem vorigen Zulauf abgeht.
- Weigheimer Bach, von rechts an der Neckarquerung der B 523, 2,8 km und 3,7 km².
- Passiert kurz vor dem nächsten eine Gruppe von Weihern, darunter ein großer, zusammen 1,2 ha.
- Weigenbach, von rechts vor dem Bahnhof Trossingen, 4,7 km und 6,3 km².
- Wiesenbach, von rechts unterhalb des Bahnhofs Trossingen, 2,5 km und 1,6 km².
- (Bach aus dem Schopfelental), von links, 1,1 km und 7,4 km². Etwa ab hier fließt der Neckar erstmals in einem Taltrog.
- Tiefenzielgraben, von links, 0,4 km und 0,9 km².
- (Mühlkanal der Neckartalmühle), nach und von rechts bei Dauchingen-Neckartalmühle, 0,5 km und unter 0,1 km².
- (Bach aus dem Lunital), von links nach der Neckartalmühle, 1,3 km und 7,1 km².
- Muckenbach, von rechts nach der Talbrücke der A 81, 1,8 km und 1,7 km².
- (Bach aus dem Tefenental), von rechts am Ortsanfang von Deißlingen, 1,3 km und 1,3 km².
- (Bach vom Bittelbrunnen), von links am Ortsanfang von Deißlingen, 1,1 km und 2,1 km².
- Mühlgraben, nach und von links in Deißlingen, 0,2 km und 0,1 km².
- Hockenbühlgraben, von rechts in Deißlingen, 0,6 km und 1,3 km².
- (Bach vom Gernbrunnen), von links nach Deißlingen auf 591,1 m ü. NN[4], 0,2 km und 0,4 km².
- Triebwerkskanal, nach und von rechts vor Deißlingen-Lauffen ob Rottweil, über 0,2 km und unter 0,1 km².
- (Bach aus dem Vogeltal), von links am Ortsrand von Deißlingen-Lauffen ob Rottweil, 0,7 km und 0,5 km².
- (Bach vom Markbrunnen), von rechts gegenüber Lauffen, 0,4 km und 1,0 km².
- Mühlenkanal, nach rechts vor und von rechts in Lauffen, 0,3 km und unter 0,1 km².
- → (Abgang des Triebwerkskanals Hammerlinde). nach rechts am unteren Ortsrand von Lauffen
- Schachtgraben, von rechts nach Lauffen am Schachthaus, 1,1 km und 1,0 km². Kreuzt den vorigen.
- ← (Rücklauf des Triebwerkskanals Hammerlinde), von rechts, 1,4 km und 0,6 km².
- Eschach, von links bei Rottweil-Bühlingen, 38,1 km und 218,3 km². Der Neckar selbst ist hier erst 20,8 km lang.

### Eschach bis Schlichem
- Grabenbach, von links durch Rottweil-Bühlingen, 2,4 km und 2,4 km².
- → (Abgang des Triebwerkskanals Steinermühle), nach rechts kurz vor dem nächsten
- Holdersbach, von links im beginnenden Rottweil, 3,1 km und 7,5 km².
- ← (Rücklauf des Triebwerkskanals Steinermühle), von rechts kurz nach dem vorigen, knapp 0,2 km und 0,9 km².
- →← (Abgang und Rücklauf des Triebwerkskanals Sägermühle), nach und von links durch Rottweil-Altstadt, über 0,3 km und 0,2 km².
- →← (Abgang und Rücklauf des Triebwerkskanals Lumpenmühle), nach und von rechts beim Sportheim, 0,4 km und 0,2 km².
- Prim, von rechts durch Rottweil-Göllsdorf gegenüber Rottweil, 21,4 km und 141 km².[5]
- Stadtgraben, von links am Südrand des Historischen Stadtkerns entlang, 1,6 km und 2,2 km².
- →← (Abgang und Rücklauf des Triebwerkskanals In der Au), nach und von links, 0,5 km und unter 0,1 km².
- → (Abgang des Triebwerkskanals Dreher&Köchlin), nach rechts
- Nägelesgraben (!), von links unter dem Nordrand des Historischen Stadtkerns von Rottweil entlang, ca. 0,6 km und ca. 0,5 km²
- ← (Rücklauf des Triebwerkskanals Dreher&Köchlin), von rechts, 0,5 km und unter 0,1 km².
- (Bach aus dem Brunnentäle), von links gegenüber dem Wohnplatz Neckartal, 0,7 km und 2,2 km².
- (Bach aus dem Fuchsloch), von links durch Neckartal, 0,5 km und 4,2 km².
- →← (Abgang und Rücklauf des Triebwerkskanals unter der Burgruine Bernburg), nach und von rechts, 0,5 km und unter 0,1 km².
- Haslerhofbach, von rechts nach der Talbrücke der B 27, 2,0 km und 4,0 km².
- Haslergraben, von rechts wenig nach dem vorigen am Steinbruch bei Dietingen-Tierstein, 2,2 km und 1,3 km².
- (Bach aus dem Eschtal), von links vor Rottweil-Neckarburg, 0,3 km und 0,7 km².
- Kälbergraben, von links unter Dietingen-Neckarburg, 0,8 km und 1,1 km².
- → (Abgang zum Stollen der Wasserkraftanlage Wasserversorgung Oberer Neckar), nach links unter den Hal des Neckarburg-Umlaufsporns
- Wettebach, von rechts gegen die Neckarburg, 5,7 km und 10,9 km².
- (Bach vom Steckbrunnen), von rechts, 0,3 km und 0,2 km².
- ← (Rücklauf vom Stollen der Wasserkraftanlage Wasserversorgung Oberer Neckar), von links, knapp 0,3 km
- Erlenbach, von links unter der Neckarburg und vor der Neckarburgbrücke (Talbrücke) der A 81, 2,6 km und 5,1 km².
- Lichtgraben, von links bei Villingendorf, 2,0 km und 6,5 km².
- (Bach aus dem Armentäle), von links am Bahnhof von Epfendorf-Talhausen, 0,7 km und 0,4 km².
- (Bach aus dem Schnaitental), von rechts nach dem Bahnhof, 0,7 km und 1,0 km².
- (Bach aus dem Binsental), von rechts, 0,9 km und 1,4 km².
- Kolbersbach, von links am Ortsanfang von Talhausen, 0,3 km und 0,4 km².
- Schlossbach, von links in Talhausen, 2,5 km und 6,4 km².
- →← (Abgang und Rücklauf des Kraftwerkkanals nach Talhausen), nach und von rechts nach Talhausen, 0,5 km und über 0,1 km².
- Bendelbach, von links vor Epfendorf-Sandbühl, 3,1 km und 12,2 km².
- Sandbühlbach, von links in Sandbühl, 0,8 km und 0,5 km².
- Schlichem, von rechts gegenüber Epfendorf, 34,0 km und 108,8 km².

### Schlichem bis Glatt

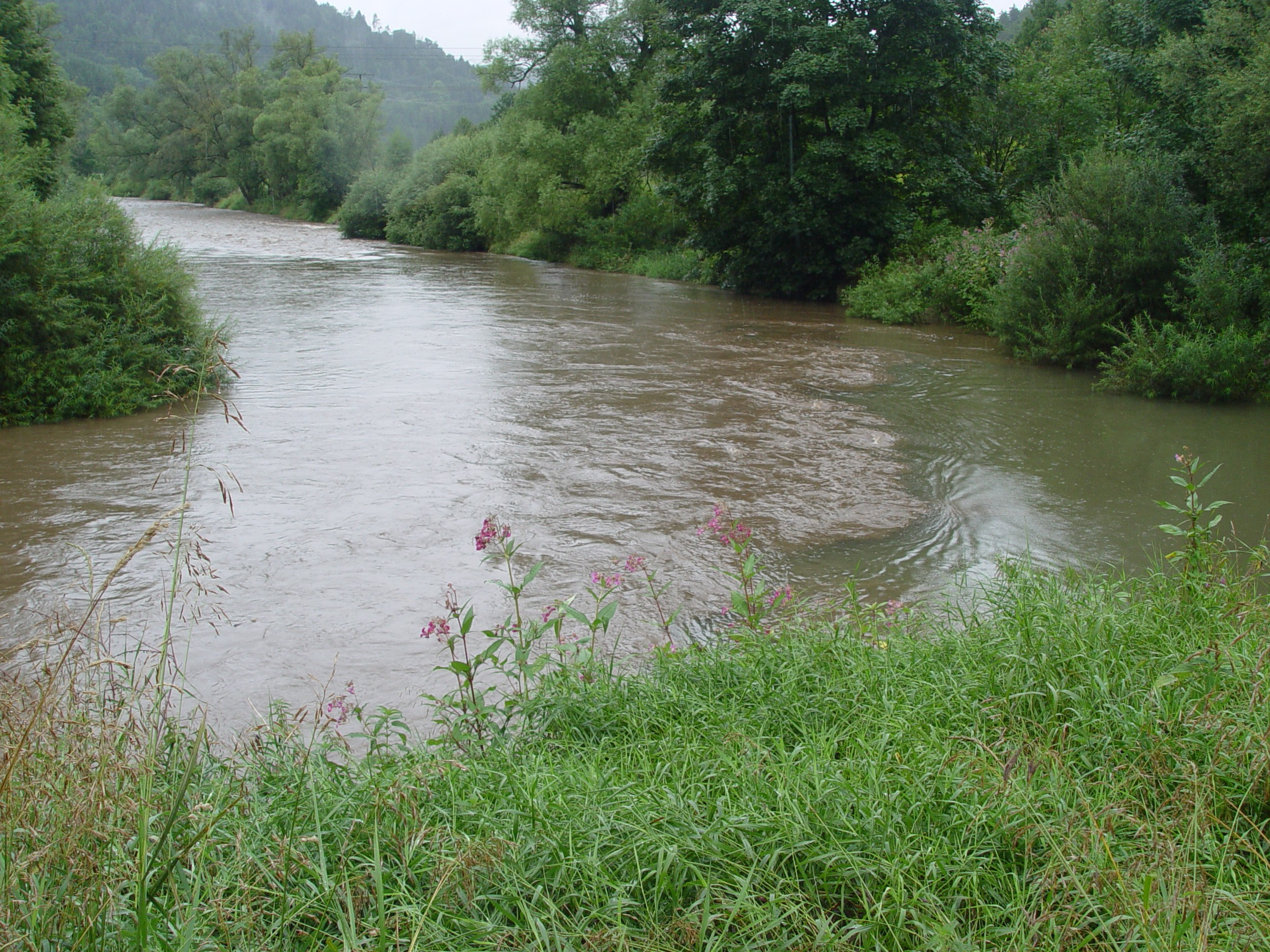
Mündung der von links kommenden Glatt in den Neckar bei Neckarhausen (Blick flussabwärts, Hochwasserlage)

- → (Abgang des Triebwerkskanals), nach rechts vor Epfendorf
- Brühlgraben, von links unmittelbar vor Epfendorf, über 0,3 km und unter 0,1 km².
- Wurstbrunnenbach, von links in Epfendorf, 2,0 km und 11,6 km².
- ← (Rücklauf des Triebwerkskanals), von rechts in Epfendorf, 0,3 km und unter 0,1 km².
- Schappelswaldgraben, von links über die Kanalisation in Epfendorf, 0,6 km und 2,0 km².
- Surrenbach (!), von rechts in Epfendorf, 0,7 km und 0,6 km².
- (Zufluss aus dem Mützental), von links unter der Burgruine Schenkenberg, 0,1 km und 0,7 km².
- Schenkenbach, von rechts auf etwa 475 m ü. NHN unter der Ruine Schenkenberg, 7,9 km und 19,6 km².
- Marbach (!), von links an der Gemeindegrenze zu Oberndorf am Neckar, 0,8 km und 0,4 km².
- (Zufluss zwischen Köpfle und Kreuzberg), von rechts gegenüber dem südlichen Oberndorf-Altoberndorf, 0,1 km und 0,6 km².
- Langensteigbach, von links durch Altoberndorf, 1,1 km und 5,6 km².
- Riedwiesengraben, von rechts, 0,3 km und 0,5 km².
- Neuensteigbach, von rechts am Südrand von Oberndorf-Irslenbach, 1,8 km und 1,8 km².
- Irslenbach, von rechts auf etwa 467 m ü. NHN durch Oberndorf-Irslenbach, 4,9 km und 9,7 km².
- Dieselbach, von links in Oberndorf, 0,6 km und 1,4 km².
- Sulzbach, von links in Oberndorf, 1,3 km und 3,3 km².
- Bollerbach, von rechts in Oberndorf-Neckarvorstadt, 1,3 km und 1,0 km².
- → (Abgang des Aistaiger Kraftwerkstollens), nach rechts in Oberndorf-Aistaig.
- Lautenbach, von links in Aistaig, 0,8 km und 9,3 km².
- Surrenbach (!), von links in Aistaig, 1,0 km und 9,8 km².
- ← (Rücklauf des Aistaiger Kraftwerkstollens), von rechts nach Aistaig, 2,7 km und 3,7 km². Nimmt zuletzt den Denkenhauser Bach auf.
- (Bach von Stelle Brunnen ??), von links vor dem Sporn des Eltenbergs von Sulz am Neckar, 0,3 km und 1,3 km².
- Erlengraben, von rechts an der nördlichen Stumpenhalde, 0,7 km und 0,4 km².
- Hohe Wiesengraben (!), von links bei Sulz-Riedelhalde, 0,4 km und 2,0 km².
- Polstergraben, von links unter der Schönhalde, 0,6 km und 0,3 km².
- Riedgraben (!), von links vor Sulz, 0,2 km und 0,1 km².
- Weilerbach, von rechts in Sulz am Neckar, 1,4 km und 5,8 km².
- (Bach aus der Bergfelder Klinge), von rechts im östlichen Sulz, 1,5 km und 3,9 km².
- Kachentalgraben, von links nach Sulz, 0,4 km und 0,4 km². Bach versickert noch vor dem Neckartalhang auf der Hochebene.
- Eckgraben, von rechts gegenüber dem Steinbruch im Süden von Sulz-Fischingen, 1,6 km und 1,8 km².
- Mühlbach, von rechts an der Straßenbrücke von Sulz-Mühlheim am Bach nach Fischingen auf 412,5 m ü. NN[4], 13,0 km und 44,5 km².
- Mühlgraben, nach und von rechts durch Sulz-Fischingen, 0,6 km und 0,9 km².
- Grüngraben, von links nach Fischingen, 0,5 km und 3,5 km².
- Bolzgraben, von rechts bei der Kläranlage nach Fischingen, 3,4 km und 3,9 km².
- Glatt, von links gegenüber von Horb-Neckarhausen, 34,2 km und 234,1 km².[6]

### Glatt bis Eyach

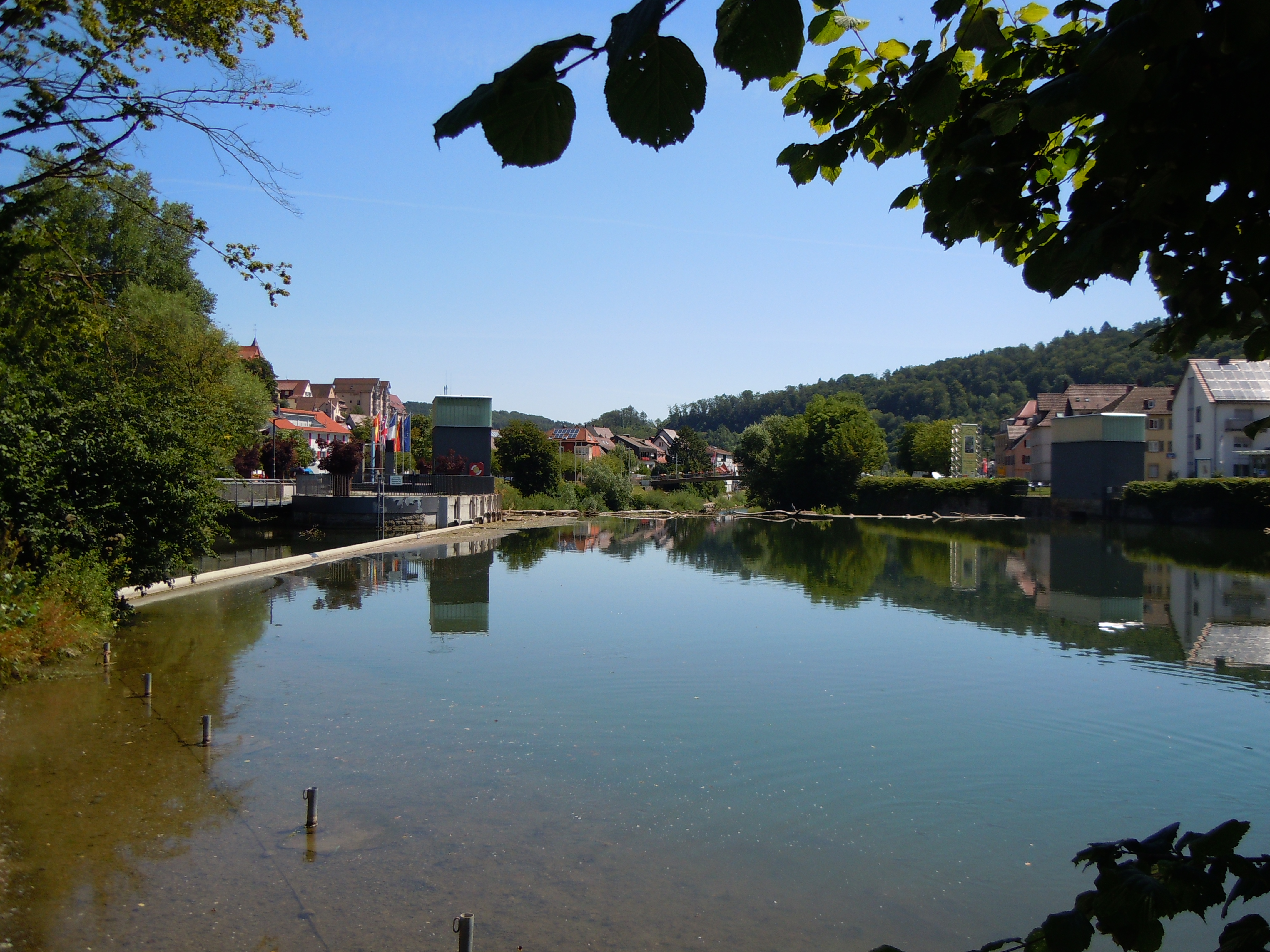
Abgang Mühlkanal (links) in Horb

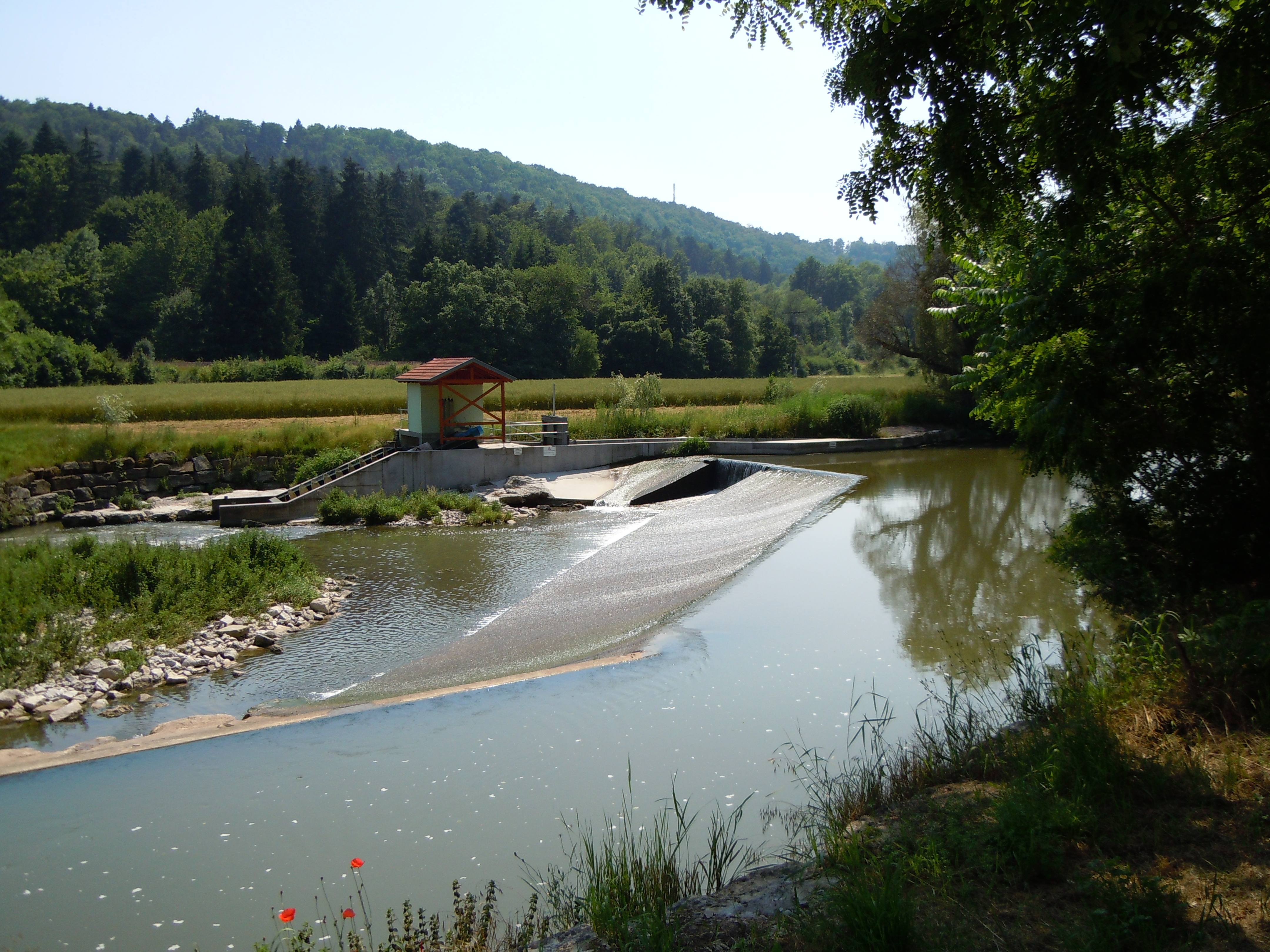
Abgang Sägekanal (vorne)

- Hängetalbach, von rechts gleich danach durch Neckarhausen, 1,6 km und 2,5 km².
- Käppeleswiesengraben, von links zwischen dessen Wohnplatz Gelberwald und Horb-Dettingen, 0,6 km und 1,1 km².
- (Bach aus dem Längental), von links im südlichen Dettingen, 1,8 km und 7,2 km².
- Dießener Bach, von links in Dettingen-Fabrikortsteil, 9,7 km und 27,5 km².
- Rexinger Bach, von links bei Horb-Ihlingen, 1,9 km und 4,5 km².
- Isenburger Tälebach, von rechts bei Horb-Isenburg auf wenig über 389,6 m ü. NN[7], 0,4 km und 9,0 km².
- → (Abgang des Mühlkanals Horb), nach links im Stadtzentrum von Horb.
- Ziegelbach, von links in Horn an den Christophorusbrücke, 0,4 km
- ← (Rücklauf des Mühlkanals Horb), von links am Ende des Stadtzentrums von Horb, 0,9 km.
- Grabenbach, von links in Horn gleich nach dem Mühlkanal, 1,2 km.
- (Bach aus dem Haugenloch), von links zu Füßen des Horber Ortsteils Haugenstein, 0,3 km und 2,5 km².
- Augraben, von rechts gleich danach, 0,8 km und 1,1 km².
- Kleiner Augraben, von rechts gleich danach, 0,2 km und 0,1 km².
- Egelstalbach, von rechts bei Horb-Egelstal, 4,3 km und 5,7 km².
- → (Abgang des Mühlkanals Pfeffer), nach links in Horb-Mühlen am Neckar.
- Heiligenhaldengraben, von rechts in Mühlen, 3,0 km und 3,3 km².
- ← (Rücklauf des Mühlkanals Pfeffer), von links in Mühlen, 0,5 km und 0,1 km².
- Eutinger Talbach, von links in Mühlen, 6,3 km auf dem Namenslauf und 7,5 km auf dem längsten Gewässerstrang sowie 27,4 km².
- Ahldorfer Graben, von rechts fast gegenüber dem vorigen, 0,2 km und 0,2 km².
- Teuchelgraben, von links vor dem Mühlener Wohnplatz Säge, 0,3 km und 0,1 km².
- →←(Abgang und Rücklauf des Sägekanals), nach und von links beim Wohnplatz Säge von Mühlen, 0,5 km und 0,2 km².
- Altwassergraben, von rechts kurz vor dem folgenden, 0,9 km und 1,1 km².
- Wertgraben, von links kurz vor der Neckartalbrücke Weitingen der A 81, 0,2 km und 0,1 km².
- (Bach aus dem Rohrdorfer Täle), von links kurz nach der Talbrücke, 4,4 km und 5,6 km².
- Eyach, von rechts am Wohnplatz Eyach der Gemeinde Eutingen im Gäu auf 369,9 m ü. NN[4], 50,4 km und 353,6 km²[6]

### Eyach bis Steinlach

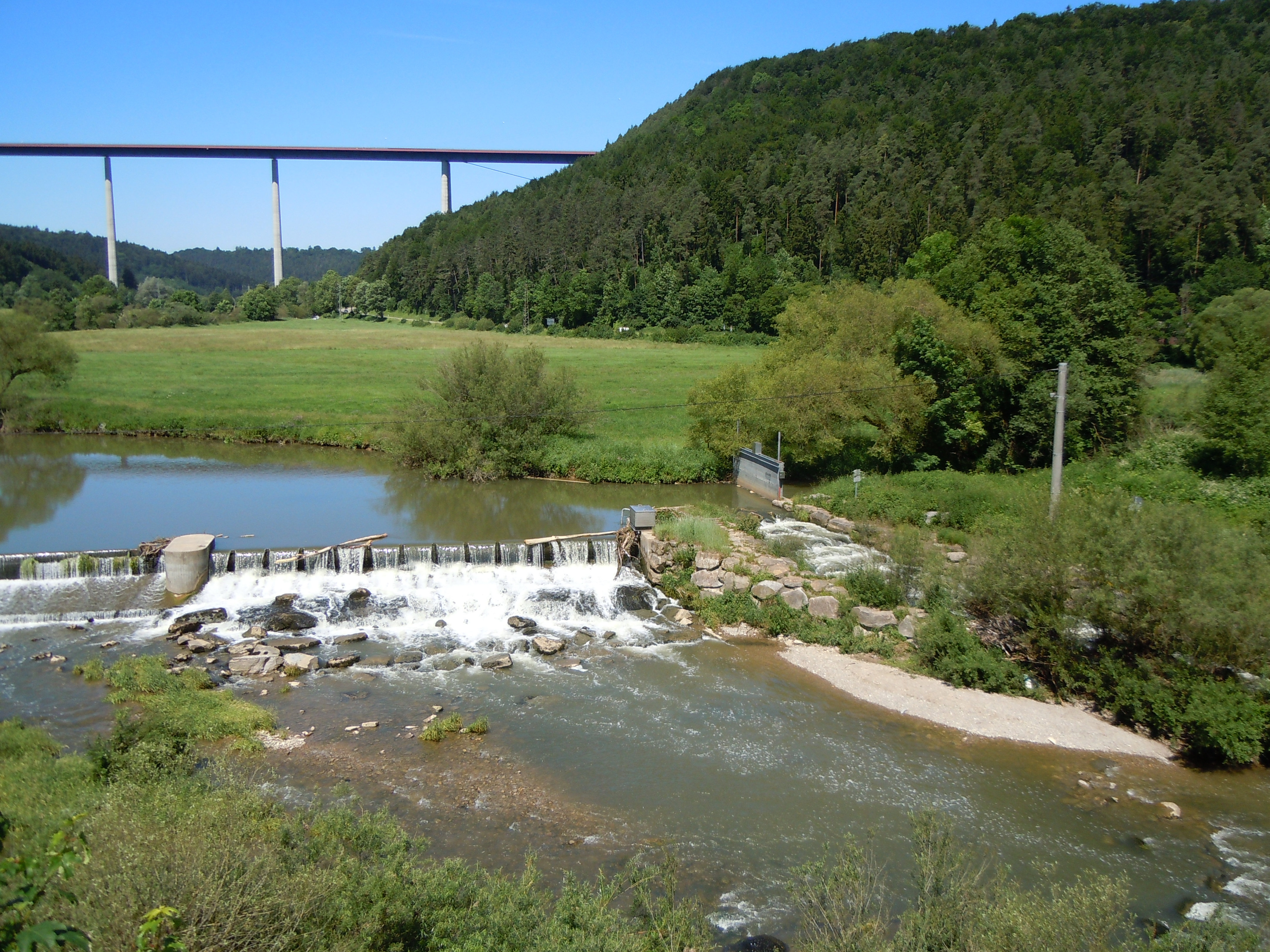
Neckarwehr Wohnplatz Eyach mit Abgang des Mühlkanals Weitinger Mühle (s. Sperrwehr Bildmitte)

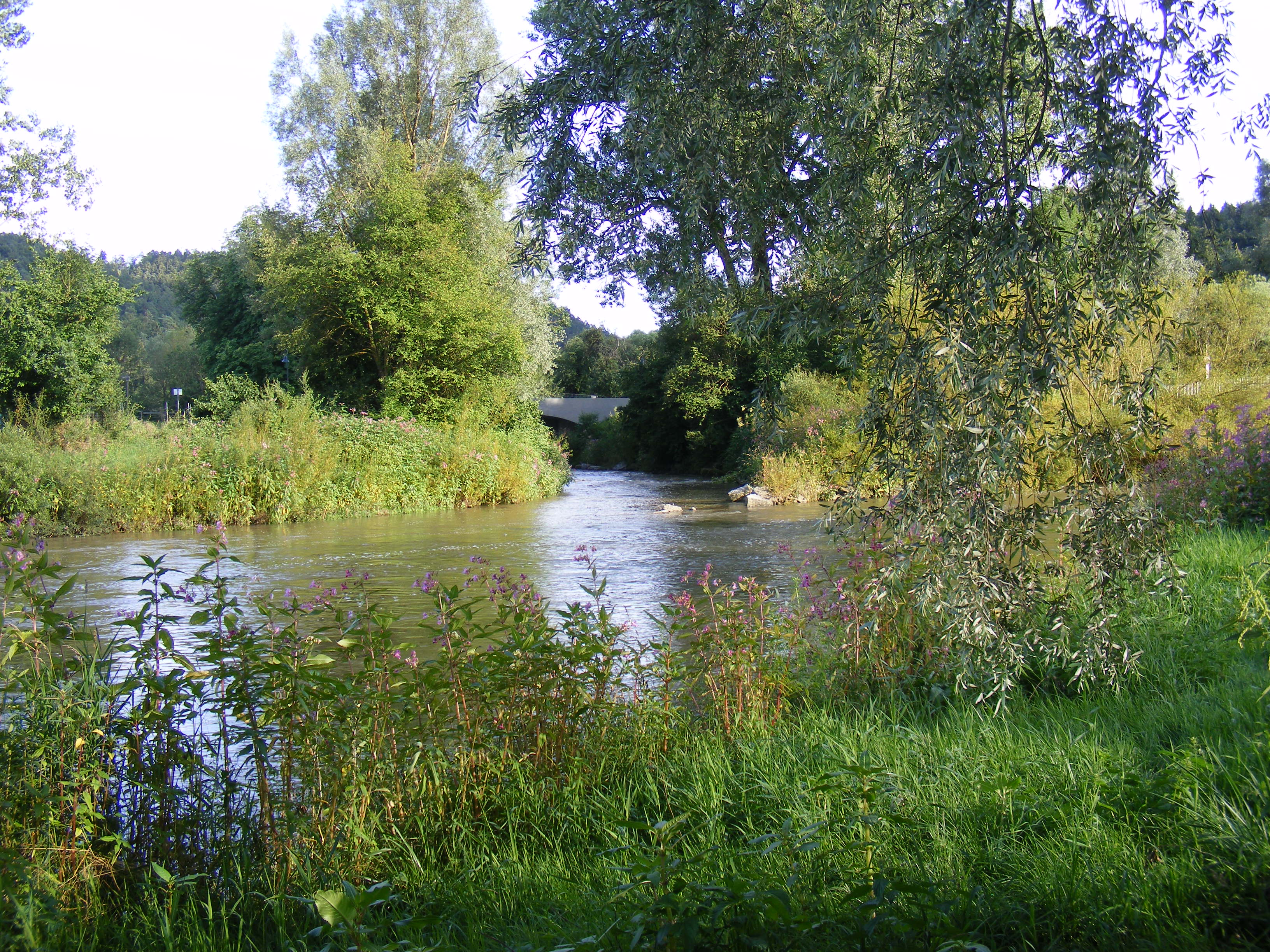
Starzelmündung in Bieringen

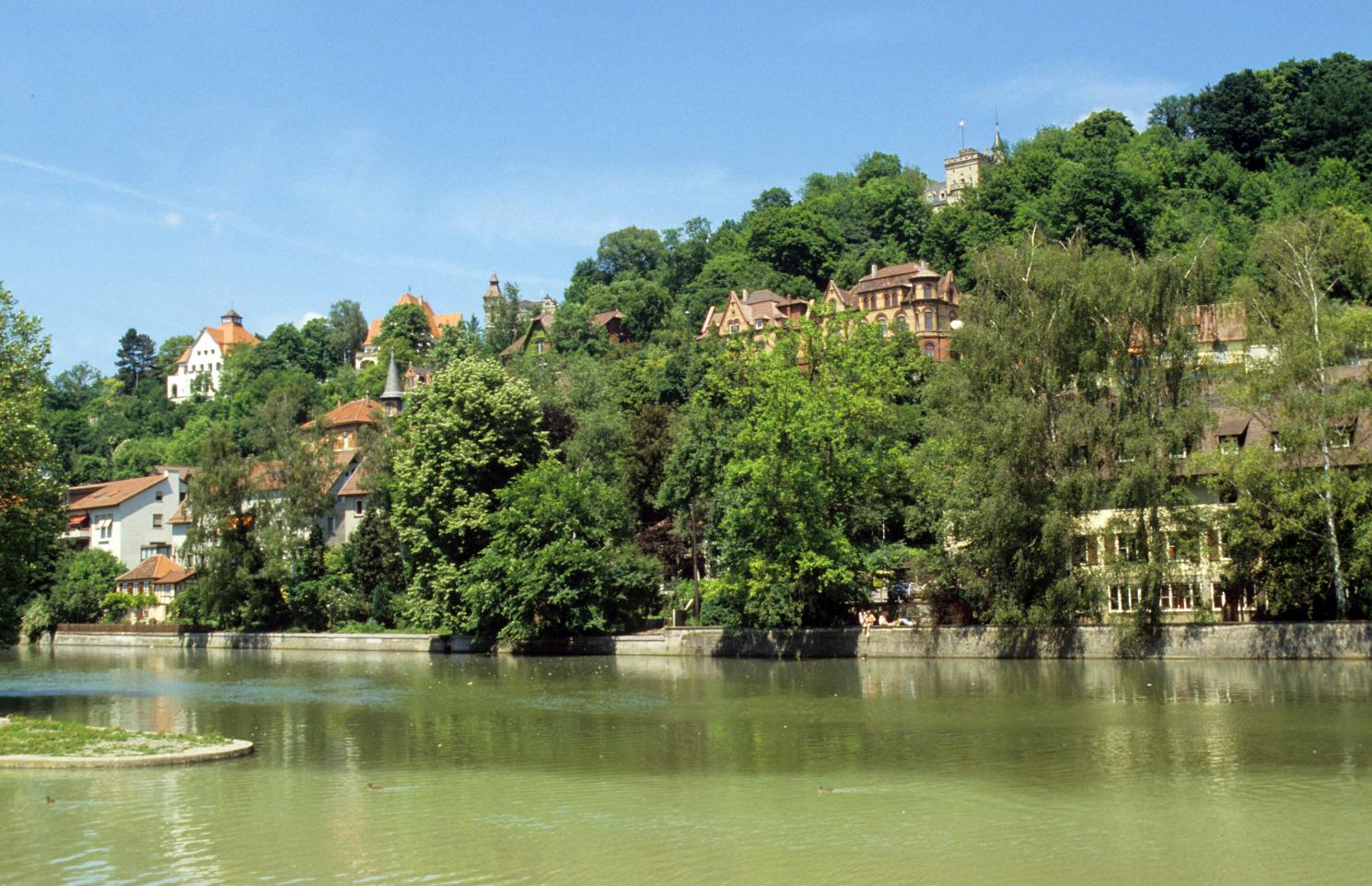
Steinlachmündung in Tübingen

- →←(Abgang und Rücklauf des Mühlkanals Weitinger Mühle), nach und von links vor und bei Eutingen-Weitinger Mühle, 0,8 km und 0,5 km².
- Brechengraben, von links nach der Weitinger Mühle, 3,3 km und 4,1 km².
- → (Abgang des Mühlkanals Weiler), nach links bei Starzach-Börstingen
- → (Abgang des Lohmühlkanals), nach rechts wenige Meter nach dem vorigen.
- ← (Rücklauf des Mühlkanals Weiler), von links bei Börstingen,  0,4 km und unter 0,1 km².
- ← (Rücklauf des Lohmühlkanals), von rechts nach Starzach-Lohmühle, 0,7 km und 0,8 km².
- Brühlgraben, von links gleich nach dem vorigen auf knapp 364,8 m ü. NN[8], 0,6 km und 0,4 km².
- Lochgraben, von rechts fast noch gegenüber dem vorigen, 0,6 km und 0,8 km².
- Augraben, von links bei Börstingen fast noch gegenüber dem vorigen, 0,6 km und 0,4 km².
- Grauloch, von links unter Schloss Weitenburg, 2,2 km und 1,5 km².
- → (Abgang des Mühlbachs), nach links unter Schloss Weitenburg
- (Auenzufluss von den Börstinger Kohlensäurenquellen), von rechts wenig nach dem vorigen, 0,6 km und 0,8 km².
- ← (Rücklauf des Mühlbachs), von links, 0,4 km und 0,1 km².
- Niederwiesengraben, von links auf wenig unter 361,8 m ü. NN[8] vor Starzach-Sulzau, 0,8 km und 0,2 km².
- Eulengraben, von rechts am Ortsende von Sulzau auf etwas unter 357,4 m ü. NN[9], 1,0 km und 7,7 km².
- Allmendgraben, von links vor der links- und gegenüber der rechtsneckarischen Wohnsiedlung von Rottenburg am Neckar-Bieringen auf wenig unter 355,7 m ü. NN[9], 0,7 km und 1,3 km².
- Mühlkanal Öl- und Sägmühle Rudolf, von links unmittelbar vor der Neckarbrücke in Bieringen, 0,9 km und 0,2 km². Ist linker Abzweig der Starzel.
- Starzel, von rechts gegenüber von Bieringen unter der Neckarbrücke, 42,8 km und 178 km².
- Hörnlegraben, von links in Bieringen, 0,6 km und 0,8 km².
- (Graben am Fuß der Halde), von rechts zu Füßen von Rottenburg-Schwalldorf, 0,5 km und 0,9 km².
- Seltenbach, von links bei Rottenburg-Obernau, 16,2 km und 40,3 km².
- Katzenbach, von rechts durch Rottenburg-Bad Niedernau, 17,1 km (mit dem längsten Oberlauf Beurenbach) und 51,0 km².
- →← (Abgang und Rücklauf des Kraftwerkskanals Bad Niedernau), nach und von rechts bei Bad Niedernau, 0,3 km und wenig über 0,1 km².
- → (Abgang des Neckarkanals), nach rechts gegenüber Rottenburg-Oberen Bronnenmühle.
- Bronnbach, von links an den Rottenburger Häusern Kalkweil-Bronnmühle, 0,4 km und 0,7 km².
- ← (Rücklauf des Neckarkanals), von rechts gegenüber Rottenburg-Hammerwasen, 0,8 km und 0,3 km².
- Weggentalbach, von links in Rottenburg am Neckar im Unterwasser des Flusskraftwerks Tübinger Straße, 10,5 km und 25,7 km².
- Galgengraben, von rechts am Südostrand Rottenburgs, 3,7 km und 4,8 km².
- Rohrhaldenbach, von rechts beim Klärwerk von Rottenburg-Kiebingen auf wenig unter 326,5 m ü. NN[9], 2,9 km und 4,1 km².
- Bühlertalbach, am Unterlauf Alter Neckar, von rechts bei Tübingen-Bühl, 10,7 km mit dem linken Oberlauf Vorbach und 18,5 km². Der Unterlauf schon in der Neckartalebene läuft im Alten Neckar.
- Arbach, am Unterlauf Hofwiesengraben, von links wenig nach dem vorigen bei Tübingen-Hirschau, 9,0 km und 16,7 km².
- (Bach vom Ortsrand von Hirschau), von links zwischen zwei großen Baggerseen bei Hirschau, 0,7 km und 2,9 km².
- → (Abgang des Neckar-Oberkanals), nach links auf 326 m ü. NN.
- Tiefenbach (!), von links in den Neckar-Oberkanal, 1,9 km und 1,0 km².
- Landgraben, von rechts in den Neckar selbst bei Tübingen-Derendingen, 4,4 km und 7,1 km².
- (Bach unter der Sonnhalde), von links in den Neckar-Oberkanal kurz vor den ersten Häusern Tübingens, 0,5 km und 0,3 km².
- ← (Rücklauf des Neckar-Oberkanals), von links wenig danach vor der Siedlungsgrenze Tübingens auf 318,5 m ü. NN, 2,0 km und 2,4 km².
- → (Abgang des Flutgrabens), nach rechts in Tübingen nach der Brücke der B 28.
- Mühlbach, von rechts in den Flutgraben, 3,9 km und 3,0 km². Ist ein linker Abzweig der folgenden Steinlach.
- ← (Rücklauf des Flutgrabens), von rechts in Tübingen an der Eberhardsbrücke, 1,0 km und ca. 3,1 km².
- Steinlach, von rechts in Tübingen zwischen Haupt- und Güterbahnhof auf etwas über 317,4 m ü. NN[9], 25,9 km und 141,9 km².

### Steinlach bis Aich

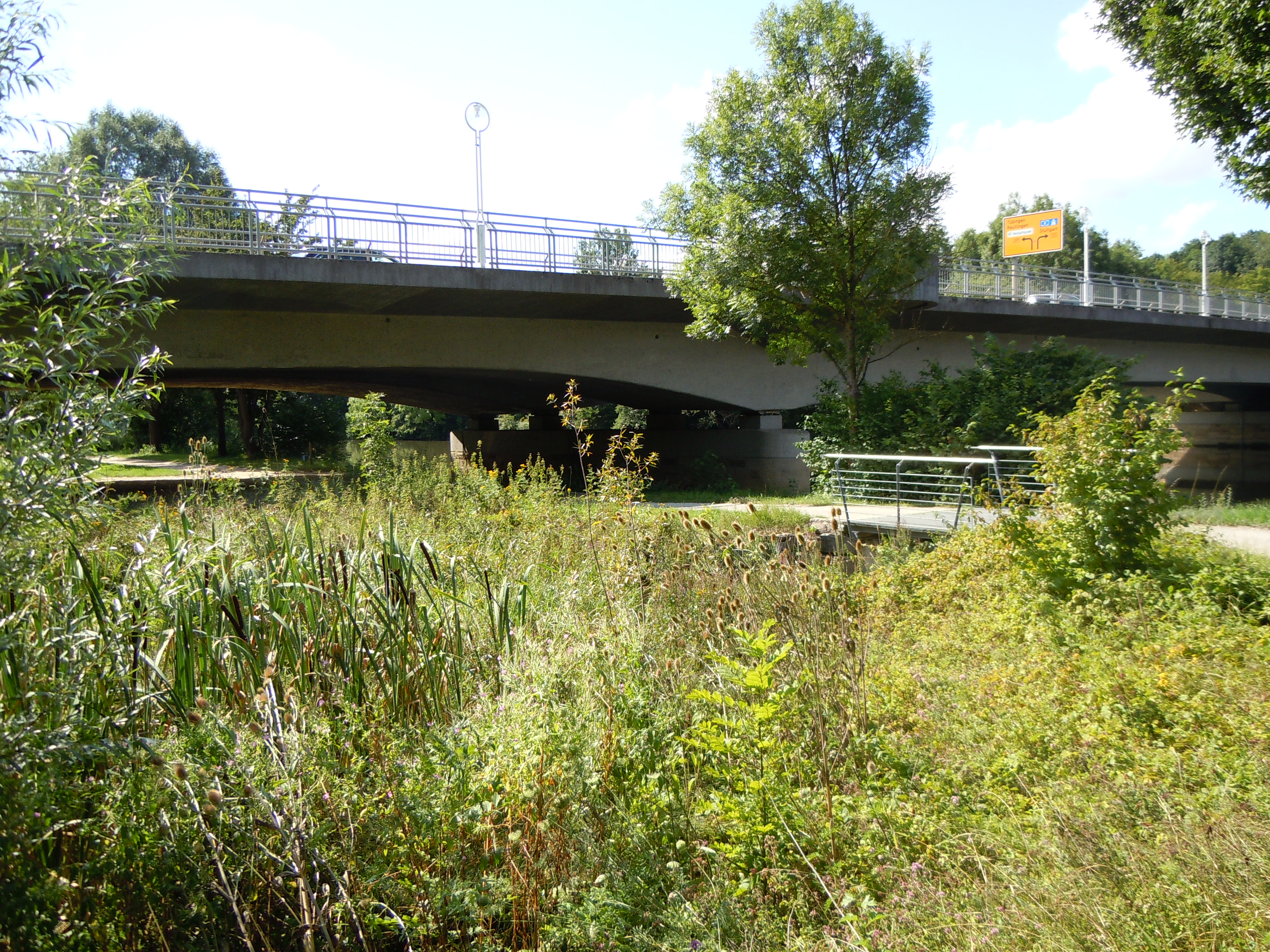
Mündung Seebach, kleines Feuchtgebiet und Steg

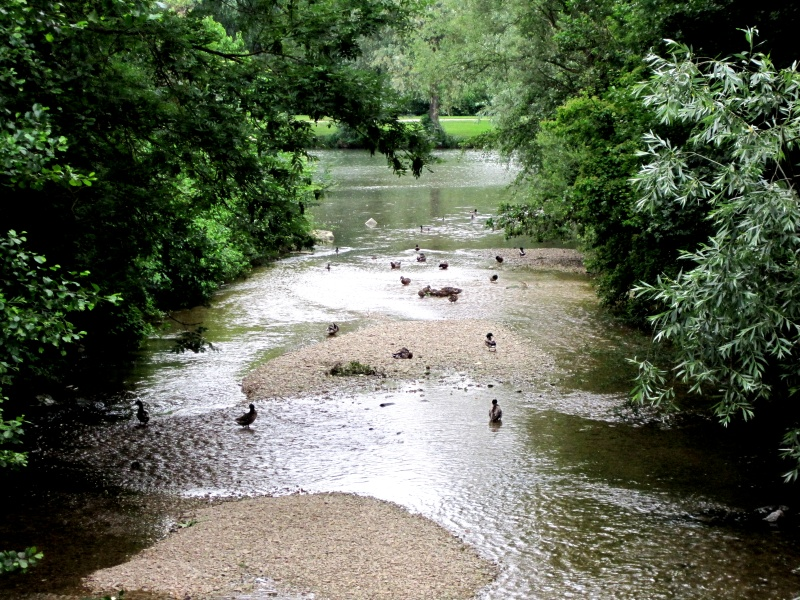
Mündung der Steinach

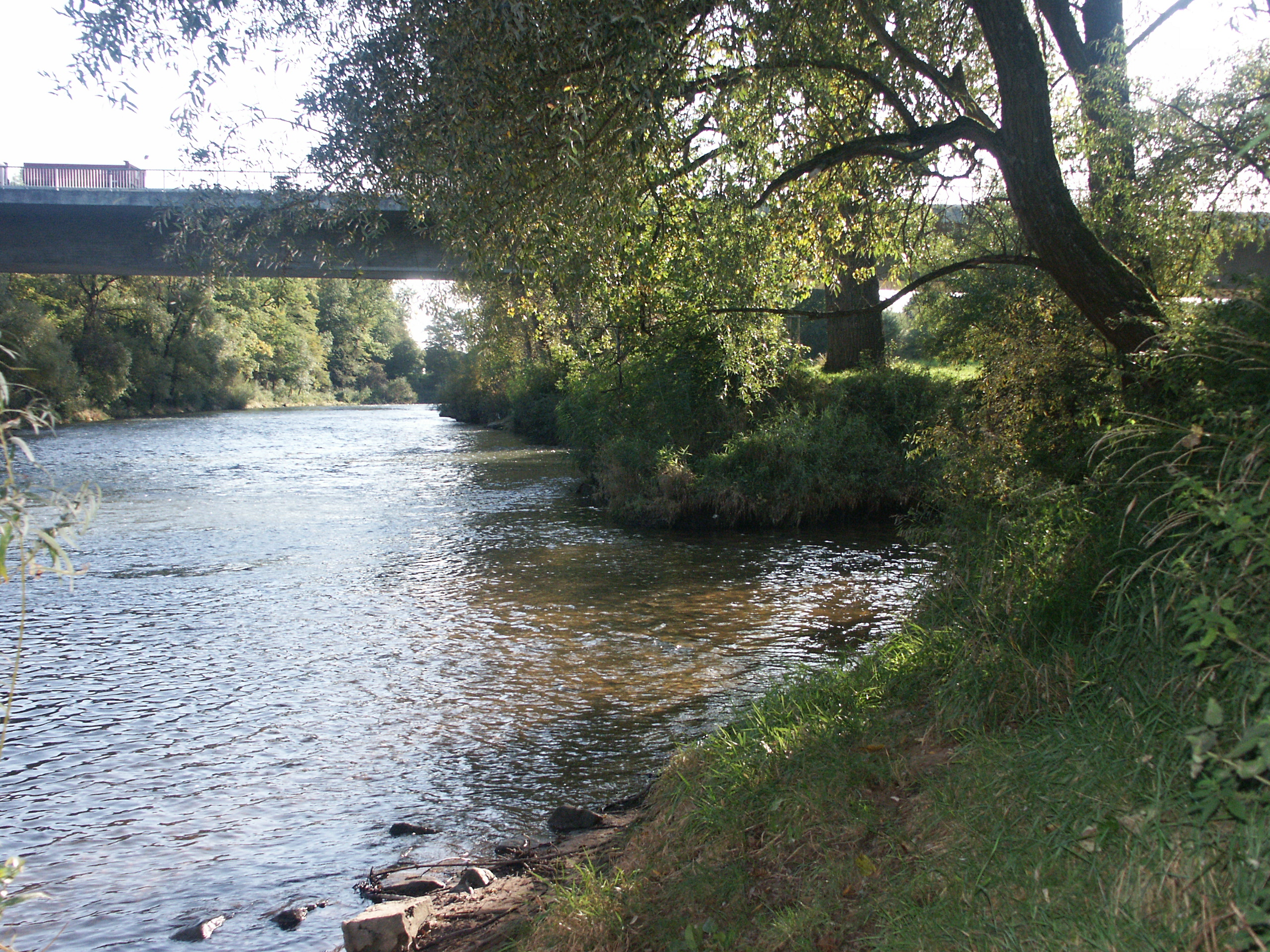
Aichmündung bei Nürtingen-Oberensingen

- Ammer, von links bei Tübingen-Lustnau, 22,5 km und 238,3 km².[6]
- Blitzle, von links gleich nach Lustnau, 0,7 km und 0,9 km².
- → (Abgang des Kraftwerkkanals Tübingen), nach links an den Furtwiesen auf 312 m ü. NN.[10]
- Haldenbach, von links in den Kraftwerkskanal, 1,2 km und 1,3 km².
- Tiefenbach (!), von links nach Querung des Kraftwerkskanals in den Neckar selbst, 3,0 km und 4,7 km².
- ← (Rücklauf des Kraftwerkkanals Tübingen), von links gegenüber der Rosenau, 2,1 km und 1,0 km².
- Blaulach mit Oberlauf Wankheimer Talbach, von rechts kurz vor der folgenden. 6,7 km und 8,2 km². Ein Altarm des Neckars an dessen rechten Auenrand, endet in offenem Lauf in der rechten Flussaue gegenüber dem Tiefenbach-Zulauf.
- Ramslach, von rechts am westlichen Ortsrand von Kirchentellinsfurt, 1,9 km und 2,4 km².
- Echaz, von rechts bei Kirchentellinsfurt auf 305,5 m ü. NN[4], 22,8 km und 135,6 km².
- (Bach aus der Schelmenklinge), von rechts an der Kläranlage von Kirchentellinsfurt, 0,9 km und ca. 1,2 km².
- → (Abgang des Neckarkanals bei Kirchentellinsfurt und Altenburg), nach rechts auf 305 m ü. NN nahe bei Reutlingen-Sickenhausen.[10]
- Schlierbach, von links kurz nach dem vorigen, 4,5 km und 5,1 km².
- Reichenbach, von links bei der ehemaligen Burg Wildenau in den Neckar selbst, 8,7 km und 18,7 km².
- ← (Rücklauf des Neckarkanals bei Kirchentellinsfurt und Altenburg), von rechts bei Reutlingen-Altenburg, 1,9 km und 0,5 km².
- Erlenbach, von rechts unmittelbar nach dem Kanalrücklauf bei der Kläranlage von Altenburg, 5,0 km und 8,7 km².
- Kleiner Neckar, im Oberlauf Sittergraben, von rechts an der Neckarbrücke von Pliezhausen nach Reutlingen-Oferdingen, 1,8 km und 1,5 km². Unterlauf in der linken Neckaraue des Grien.
- Riedgraben, von links in Reutlingen-Oferdingen, 1,1 km und 1,5 km².
- Brühlgraben, von links an der Südostspitze von Pliezhausen, 0,6 km und 0,4 km².
- Reichenbach, von rechts bald nach Oferdingen auf etwas unter 295,3 m ü. NN[9], 8,3 km und 16,9 km².
- Buchbach, von rechts, 2,2 km und 1,8 km².
- Sauklingenbach, von links vom Rande Pliezhausens, 0,2 km und 1,0 km².
- Wieslenbach, von rechts in den Neckar-Seitenarm in Reutlingen-Mittelstadt, 3,0 km und 2,5 km².
- Merzenbach, von links gegenüber von Mittelstadt, 4,1 km auf dem Namenslauf und 6,4 km mit dem längeren rechten Oberlauf Mühlbach sowie 9,3 km².
- Nonnenwasengraben, von rechts, 0,4 km und 0,2 km².
- Hammetweiler Graben, von links bei Neckartenzlingen-Hammetweil, 0,6 km und unter 0,3 km².
- Hammetweiler Talgraben, von links südlich von Neckartenzlingen, 0,9 km und 0,4 km².
- Klingenbach, von links am Südsaum von Neckartenzlingen, 0,8 km und 0,7 km².
- Köchinbrunnen, von links in Neckartenzlingen an der südlichen Brücke der B 297 in den Werkkanal neben dem Neckar, 1,e km.
- Erms, von rechts in Neckartenzlingen, 32,4 km. und 179,2 km²
- Höllbach, von links an der Kläranlage von Neckartenzlingen, 3,7 km und 4,9 km².
- (Auenzulauf), von links aus dem Grien, über 0,3 km und 0,7 km².
- Liebenaugraben, von rechts am östlichen Ortsrand von Neckartailfingen, 1,6 km und 2,7 km².
- Autmut, von rechts gegenüber von Nürtingen-Neckarhausen, 11,9 km und 19,5 km².
- Seebach, von rechts am Westrand von Nürtingen an der Neckarbrücke, 1,7 km und 1,4 km².
- Steinach, von rechts in Nürtingen auf etwas unter 273,5 m ü. NN[9], 13,2 km und 45,6 km².
- Tiefenbach (!), von rechts in Nürtingen, 12,9 km und 23,4 km².
- Aich, von links bei Nürtingen-Oberensingen, 30,4 km und 179,6 km².[6]

### Aich bis Fils

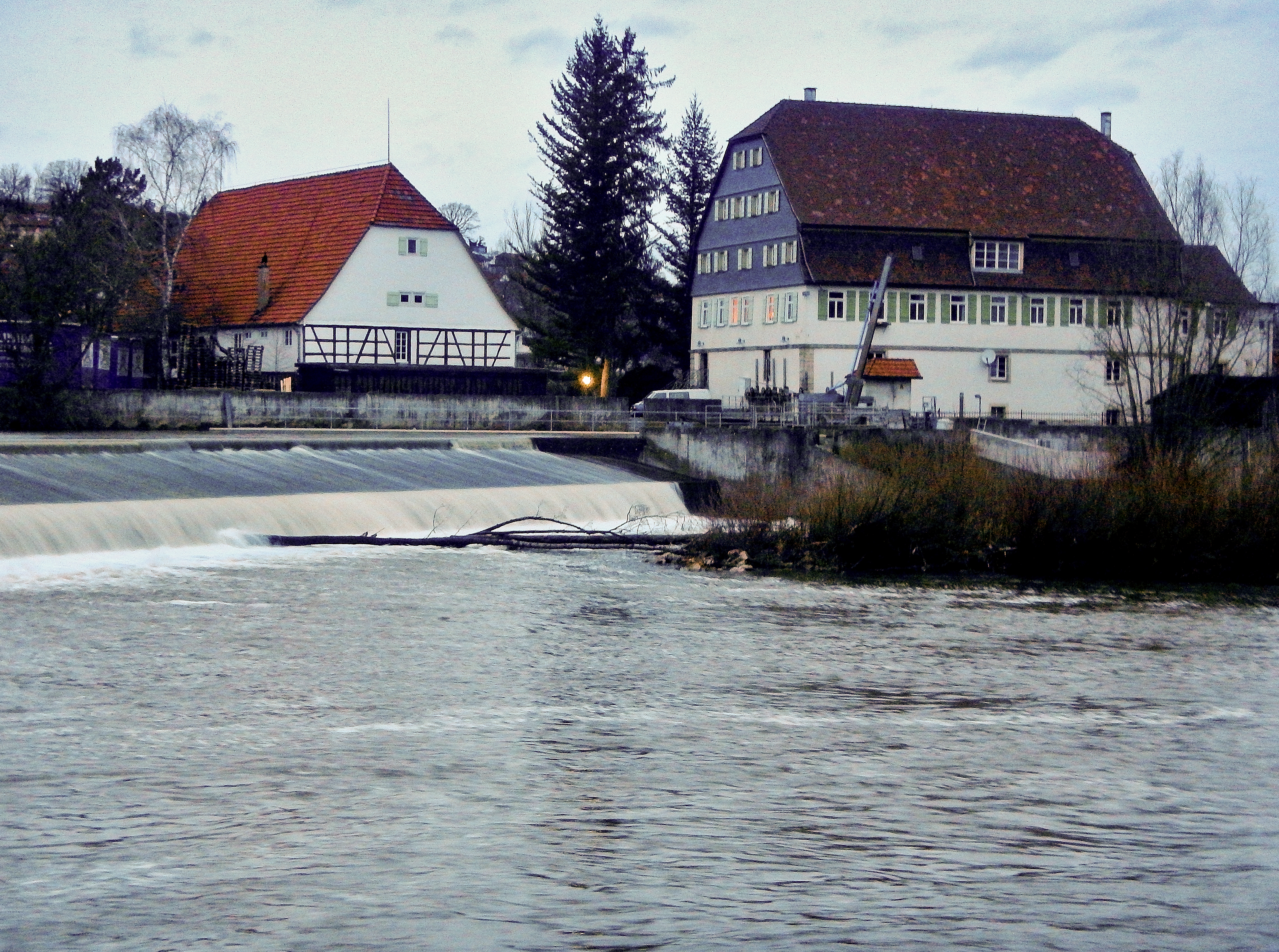
Hummelsche Mühle mit Streichwehr und Abgang Hummelkanal

- Aischenbach, von links bei Nürtingen-Zizishausen auf 267,1 m ü. NN[4], 1,7 km und 2,2 km².
- → (Abgang des Hummelkanals), nach links bei Unterensingen.
- Dittelbach, von links am Südrand von Unterensingen in den Hummelkanal, 3,0 km und fast 2,9 km².[11]
- Marbach, von rechts am Westrand von Oberboihingen in den Neckar selbst, 3,1 km und 3,0 km².
- ← (Rücklauf des Hummelkanals), von rechts bei Unterensingen, 0,5 km.
- Talbach, von rechts durch Oberboihingen, 8,1 km und 10,8 km².
- (Bach aus dem Gewann Benzenfurt), von rechts fast bis zur Mündung in einen rechten Seitenkanal des Neckars auf der Markungsgrenze zwischen Oberboihingen und Wendlingen-Unterboihingen, 1,6 km und etwas unter 1,3 km².[12]
- Muttelgraben, von links am Südrand von Köngen an der Neckarbrücke der A 8, 3,6 km und 8,0 km².
- Lettengraben oder Egertgraben, von rechts durch Unterboihingen, 2,2 km und 1,9 km².
- Bubenbach, von links in Köngen, 3,2 km und 2,5 km².
- Lauter, von rechts an der Nordspitze von Wendlingen, 25,7 km und 191,2 km².
- Seegraben, von rechts nach der Kläranlage an der Stadtgrenze zu Wernau auf 252,8 m ü. NN[4], 2,4 km und 2,0 km².
- Bodenbach, von rechts durch Wernau an der Brücke über den Neckar auf 249,3 m ü. NN[4], 6,9 km und 11,0 km².
- Fils, von rechts am Südrand von Plochingen auf 248,3 m ü. NN[4], 62,8 km und 706,9 km².[13] An der Mündung knickt der Neckar in ungefährer Fortsetzung der Fils-Richtung nach Westnordwesten ab.
  → Liste der Zuflüsse der Fils

### Fils bis Feuerbach

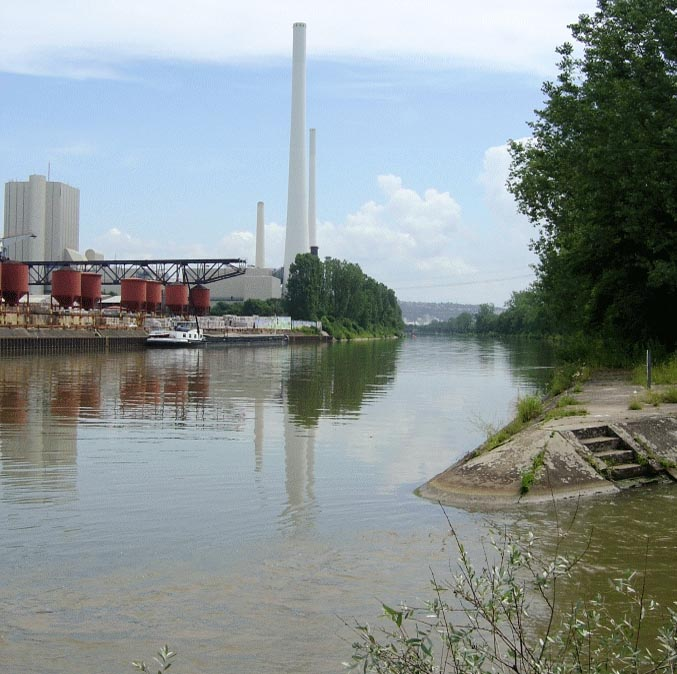
Ein Teil der Industriegasse im Neckartal zwischen Plochingen und Stuttgart, Körschmündung bei Deizisau rechts unten

- Brückenbach, von links gegenüber Plochingen, 0,7 km und 0,3 km².
- Katzenlohbach, von rechts gegenüber Deizisau, 2,5 km und 2,9 km².
- → (Abgang des Alten Neckars), nach rechts gleich danach gegenüber von Deizisau auf wenig über 247,2 m ü. NN.[8]
- Altbach, von rechts durchs Dorf Altbach in den Alten Neckar, 2,9 km und 2,8 km².
- Klinge, von links kurz vor dem nächsten, 1,5 km und 2,4 km².
- Körsch, von links westlich von Deizisau unter der ehemaligen Körschburg auf der Stadtgrenze zu Esslingen am Neckar, 26,3 km und 130,1 km².[6]
- ← (Rücklauf des Alten Neckars), von rechts gegenüber dem vorigen, 3,0 km und 4,8 km².
- → (Abgang des Neckarkanals Oberesslingen), nach links zwischen Esslingen-Sirnau am linken und -Oberesslingen am rechten Ufer, 2,4 km.
- Forstbach, mit Hauptoberlauf Zeller Bach, von rechts durchs Industriegebiet im Osten von Oberesslingen in den Neckar selbst, 3,8 km und 3,8 km².
- Hainbach, von rechts durch Oberesslingen gegenüber dem Kraftwerk auf der Insel, 8,1 km und 13,1 km².
- Berkheimer Bach, von links bei der Esslinger Hammerschmiede kurz vor dessen Rücklauf in den Neckarkanal Oberesslingen, 1,0 km und ca. 1,6 km².
- ← (Rücklauf des Neckarkanals Oberesslingen), von links beim Umspannwerk von Esslingen am Neckar auf 236,2 m ü. NN[14], 2,4 km.
- → (Abgang des Rossneckars), nach rechts durch Esslingen.
- Geiselbach, von rechts an der Brücke der Berliner Straße über diesen in den Rossneckar, 2,7 km und 4,2 km².
- ← (Rücklaufs des Rossneckars), von rechts am Westrand von Esslingen auf 231 m ü. NN[14], 2,7 km und 7,5 km².
- Mühlbach, von links in Esslingen-Brühl auf 231 m ü. NN[14], 1,8 km und 3,9 km².
- Dürrbach, von links in Stuttgart-Hedelfingen auf 222,6 m ü. NN[14], 5,4 km mit Oberlauf Tiefenbach und 11,7 km².
- Uhlbach, von rechts in Stuttgart-Untertürkheim auf etwa 222 m ü. NN ins Becken 3 des Untertürkheimer Hafens, 4,7 km und 8,2 km². Unterlauf in einem neckarparallelen Graben.
- Gögelbach, von rechts auf etwa 219 m ü. NN in den Untertürkheimer Kraftwerkskanal neben dem Neckar, 3,2 km und 4,5 km².
- Dietbach, von rechts vor der Neckarbrücke der B 14, 3,2 km und 2,5 km².
- Klingenbach, von links bei Stuttgart-Berg auf 219 m ü. NN[4], 3,6 km und 6,2 km².
- Nesenbach, von links unmittelbar vor der Rosensteinbrücke in Stuttgart-Bad Cannstatt auf 213,6 m ü. NN[4], 12,7 km und 36,8 km².
- Vorderberggraben, von links in Cannstatt unter der Krefelder Straße, 2,2 km und 3,2 km².
- (Abfluss der Mombachquelle) (Mineralwasser-Quelltopf), von links gleich danach, 0,3 km und unter 0,1 km².
- Brunnengraben, von links kurz nach Stuttgart-Münster, 0,4 km und unter 0,1 km².
- Max-Eyth-See, rechts in der Aue bei Stuttgart-Hofen, 17,8 ha.
- Feuerbach, von links in Stuttgart-Mühlhausen, 14,9 km und 45,5 km².

### Feuerbach bis Murr
- Ruckgraben, von rechts nordwestlich von Fellbach-Oeffingen aus dem Weidachtal auf 206,8 m ü. NN[14], 3,7 km und 11,0 km².
- Holzbach, von links kurz vor Remseck-Aldingen auf 206,8 m ü. NN[14], 5,3 km und 14,7 km². Abschnittsnamensfolge Gänsbach → Mussenbach → Holzbach.
- Rötensteingraben, von rechts gegenüber dem südlichen Aldingen auf 206,8 m ü. NN[14], 1,2 km und 0,6 km².
- Hartmannsgraben, von links kurz vor dem nächsten an der Neckarbrücke von Remseck-Neckargröningen auf 203,2 m ü. NN[14], 3,5 km und 3,8 km².
- Rems, von rechts auf 203,2 m ü. NN[14] in Remseck, 78,4 km und 586,4 km².[6]
  → Liste der Zuflüsse der Rems
- (Bach durch die Gaffortklinge), von rechts gegenüber Neckargröningen auf 203,2 m ü. NN[14], 1,3 km und 1,4 km².
- (Bach aus dem Baumgraben), von links gegenüber Remseck-Hochberg auf 203,2 m ü. NN[14], 0,8 km und 1,2 km².
- Zipfelbach, von rechts am Südrand von Poppenweiler auf 203,2 m ü. NN[14], 18,7 km und 43,4 km².
- Kechlerweiher, von rechts am Nordrand von Poppenweiler auf 203,2 m ü. NN[14], 1,0 km und 2,0 km².
- Lochwaldgraben, von links vor dem Ludwigsburger Bad auf 196,2 m ü. NN[14], 2,1 km und 3,5 km².
- (Bach durch die Steigenklinge Thäle der Marbacher Straße), von links in Ludwigsburg gegenüber dem Stadtteil Neckarweihingen auf 196,2 m ü. NN[14], 5,6 km und 8,1 km². Verdolt.
- (Bach durchs Hörnletal), von links in Ludwigsburg-Hoheneck auf 196,2 m ü. NN[14], 1,8 km und 3,0 km².
- Schleifmühlenbach, von links vor der Kläranlage unterhalb von Hoheneck auf 196,2 m ü. NN[14], 0,4 km und 0,4 km².
- (Wassergraben am Hang Rommler), von links nach der Kläranlage auf 196,2 m ü. NN[14], über 0,2 km und unter 0,1 km².
- → (Abgang des Neckarkanals Marbach), nach links auf 196,2 m ü. NN.[14]
- Reutegraben, von rechts fast gegenüber am Kraftwerk Marbach auf 196,2 m ü. NN[14], 0,9 km und 0,8 km².
- Eichgraben, von rechts auf etwa 190 m ü. NHN unter der Schillerhöhe in Marbach am Neckar in den Neckar selbst auf ca. 191 m ü. NHN, ca. 5,4 km und 10,2 km².
- ← (Rücklauf des Neckarkanals Marbach), von links kurz vor der Eisenbahnbrücke über den Neckars in Marbach auf 190,2 m ü. NN[14], 1,7 km und 1,3 km².
- Strenzelbach, von rechts kurz vor dem Neckar-Viadukt der Bahnstrecke Backnang–Ludwigsburg in Marbach auf 190,2 m ü. NN[14], 1,9 km und 3,7 km².
- Murr, von rechts nördlich von Marbach und gegenüber Benningen auf 190,2 m ü. NN[14], 51,8 km und 506,4 km².[6]
  → Liste der Zuflüsse der Murr

### Murr bis Enz

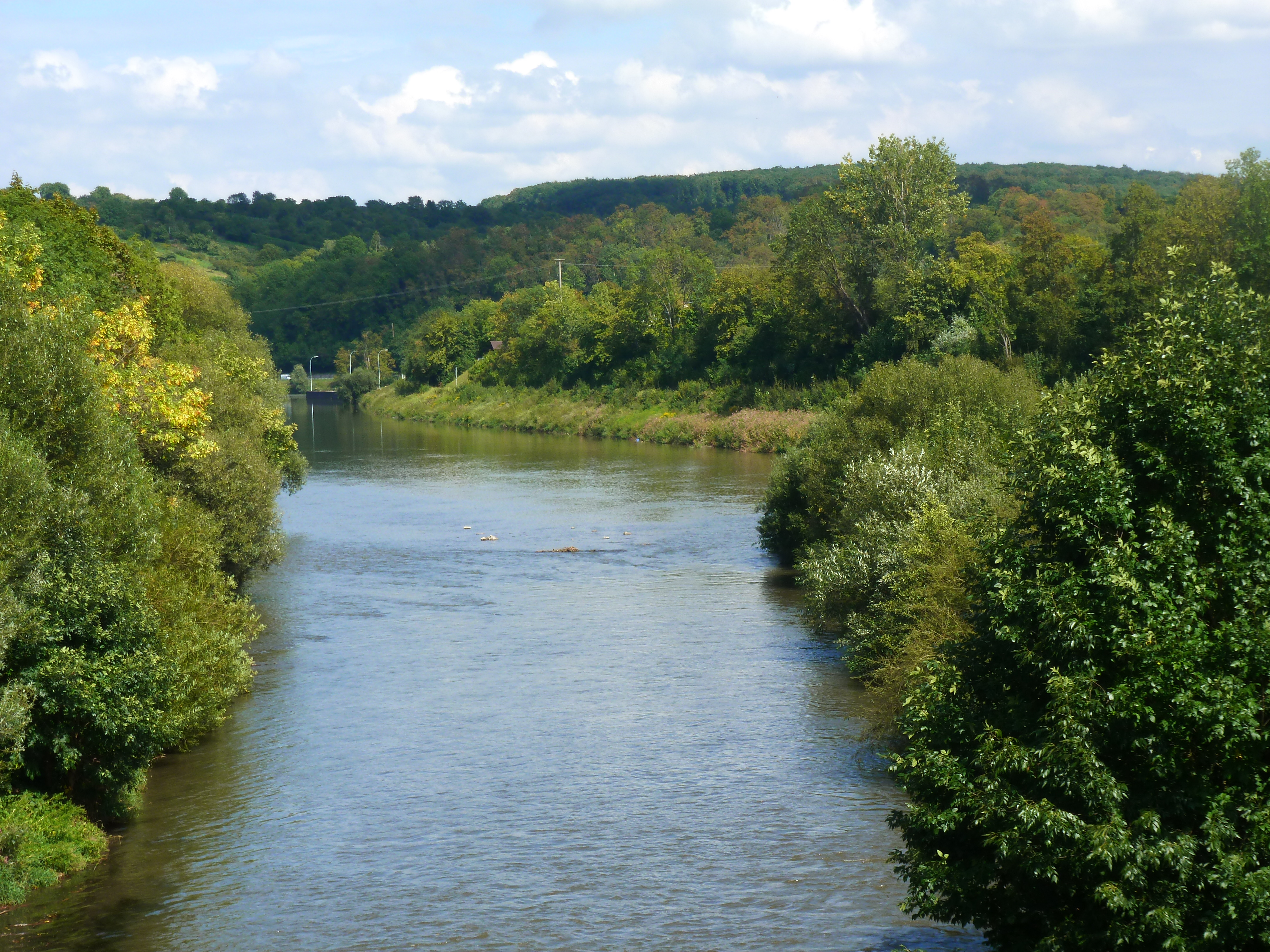
Blick abwärts über die Enz auf ihre Mündung in den Neckar

- Krautloser Graben, von rechts gegenüber dem Talsportplätzen von Benningen auf 190,2 m ü. NN[14], 1,1 km und 0,2 km².
- Benninger Baggerseen, links am Ufer, 1,0 ha und 2,7 ha.
- → (Abgang des Neckarkanals Pleidelsheim), nach rechts südöstlich von Pleidelsheim auf 190,2 m ü. NN.[14]
- Gründelbach, von links aus Freiberg-Beihingen in den Neckar selbst auf etwas unter 185,1 m ü. NN[9], 7,0 km mit dem längeren Oberlauf und 17,3 km².
- Langer Graben, von links vor dem Naturschutzgebiet Pleidelsheimer Wiesental in den Neckar selbst auf etwas unter 184 m ü. NN[9], 1,1 km und 1,8 km².
- Imbergraben, von rechts in den Pleidelsheimer Imberäckern in den Kanal auf 190,2 m ü. NN[14], 0,6 km und 0,7 km².
- Kehrbach, von links gegenüber dem Naturschutzgebiet Grien in den Neckar selbst auf 184,3 m ü. NN[9], 0,4 km und 0,5 km².
- (See zwischen Neckar und Kanal im Naturschutzgebiet), 3,6 ha.
- → (Abgang des Kraftwerkskanals Pleidelsheim), nach rechts vom Neckarkanal auf 190,2 m ü. NN.[14]
- Schöllbach, von links aus Ingersheim in den Neckar selbst, 0,7 km und 3,5 km².
- Riedbach, von rechts bei der Pleidelsheimer Kläranlage auf der Insel zwischen den Kanälen in den Neckarkanal Pleidelsheim (!) auf 182,2 m ü. NN[14], 4,4 km und 9,7 km².
- ← (Rücklauf des Neckarkanals Pleidelsheim), von rechts westlich von Pleidelsheim auf 190,2 m ü. NN[14], 3,6 km.
- Siegentalgraben, von links vor Ingersheim-Kleiningersheim in den Neckar selbst auf 182,2 m ü. NN[14], 0,9 km und 0,4 km².
- ← (Rücklauf des Kraftwerkskanals Pleidelsheim), von rechts kurz nach dem Pleidelsheimer Elektrizitätswerk auf 182,2 m ü. NN[14], 2,0 km.
- Beutenmühlebach, von rechts vor dem Steinbruch westlich von Steinheim an der Murr-Höpfigheim auf 182,2 m ü. NN[14], 4,2 km und 5,3 km².
- Fuchsgraben, von links beim Kleiningersheimer Talhof auf 182,2 m ü. NN[14], 1,1 km und 0,8 km².
- Schlattgraben oder Heilandsbrünnele, von rechts am Südrand von Mundelsheim auf 182,2 m ü. NN[14], 1,9 km und 0,5 km².
- Seebach, von rechts durchs südliche Mundelsheim auf 182,2 m ü. NN[14], 4,0 km und 4,2 km².
- Kalkgraben, von rechts an der Mundelheimer Kläranlage auf 182,2 m ü. NN[14], 2,8 km und 3,3 km².
- → (Abgang des Neckarkanals Besigheim), nach rechts in Besigheim auf 176 m ü. NN.[14]
- Enz, von links in Besigheim in den Neckar selbst auf unter 176 m ü. NN[9], 105,5 km und 2.228,0 km².[13]

### Enz bis Schozach

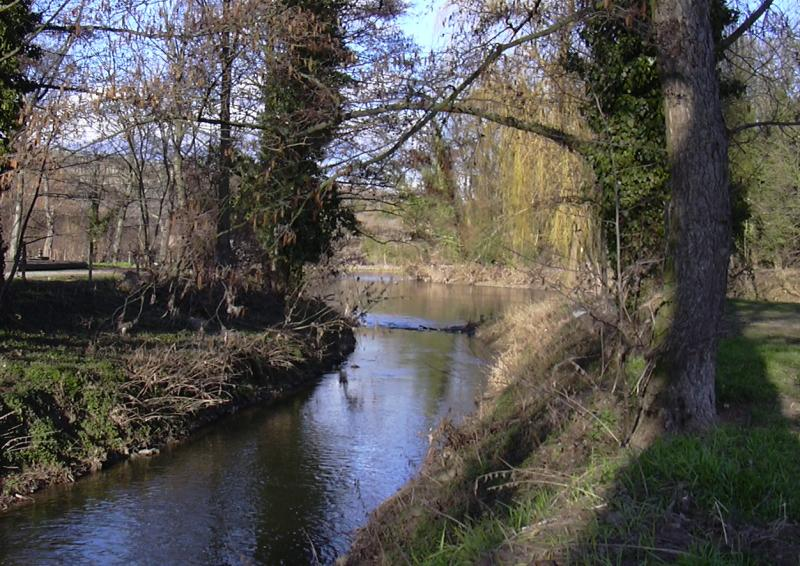
Blick über die unterste Zaber auf ihre Mündung

- ← (Rücklauf des Neckarkanals Besigheim), von rechts gegenüber Walheim auf 169,7 m ü. NN[14], 1,2 km.
- Gündelsteingraben, von rechts gegenüber Walheim auf 169,7 m ü. NN[14], 0,5 km und 0,8 km².
- Baumbach, von links in Walheim auf 169,7 m ü. NN[14], 9,8 km und 16,0 km².
- Steiggraben, von rechts durch Gemmrigheim auf 169,7 m ü. NN[14], 3,3 km und 3,3 km².
- Gießgraben, von links an der Brücke von Kirchheim am Neckar nach Gemmrigheim auf 169,7 m ü. NN[14], 2,1 km und 0,9 km².
- Mühlbach, von links durch Kirchheim auf 169,7 m ü. NN[14], 6,8 km und 11,7 km².
- Zwei Seen im Naturschutzgebiet Kirchheimer Wasen, links am Ufer unterhalb des Ortes, 3,1 ha und 1,6 ha.
- Liebensteiner Bach, von links beim Kernkraftwerk Neckarwestheim auf 169,7 m ü. NN[14], 6,6 km mit rechtem Oberlauf Seebrunnenbach und 13,3 km².
- Träuflegraben, von rechts an der Kläranlage von Neckarwestheim auf 169,7 m ü. NN[14], 0,5 km und 1,2 km².
- (Bach durch die Konstener Klinge), von links nordwestlich von Neckarwestheim auf 169,7 m ü. NN[14], 5,9 km und 6,4 km². Mit Abschnittsnamensfolge Pfahlhofgraben → Häuserbach → Konstener Klinge
- → (Abgang des Neckarkanals Lauffen), nach rechts am südlichen Ortsrand von Lauffen am Neckar auf 169,7 m ü. NN.[14]
- Seegraben, von links in Lauffen in den Neckar selbst, 4,5 km und 4,3 km². Entwässert den oberen Teil der ehemaligen Lauffener Neckarschlinge.
- Zaber, von links in Lauffen in den Neckar selbst, 22,4 km und 112,8 km².[6]
- ← (Rücklauf des Neckarkanals Lauffen), von rechts am nördlichen Ortsrand von Lauffen am Neckar auf 161,3 m ü. NN[14], 1,3 km.
- (Bach vom Lauffener Landturm), von rechts westlich von Talheim auf 161,3 m ü. NN[14], 2,3 km und 2,1 km².
- Eiergraben, von links auf 161,3 m ü. NN[14], 0,5 km und 1,2 km².
- Riedergraben, von links auf 161,3 m ü. NN[14], 1,7 km und 3,6 km².
- → (Abgang des Neckarkanals Horkheim), nach rechts
- Katzentalbach, von links auf 154,2 m ü. NHN am Ostrand von Nordheim in den Neckar selbst, ca. 6,6 km mit dem längeren rechten Oberlauf und 15,1 km².
- Klingenbach, von links in Heilbronn-Klingenberg in den Neckar selbst, 2,6 km und 3,0 km².
- ← (Rücklauf des Neckarkanals Horkheim), von rechts bei Heilbronn-Horkheim auf 154 m ü. NN[14], 3,1 km und 3,02,7 km².
- Schozach, von rechts durch Heilbronn-Sontheim, 25,6 km und 93,5 km².[6]

### Schozach bis Jagst

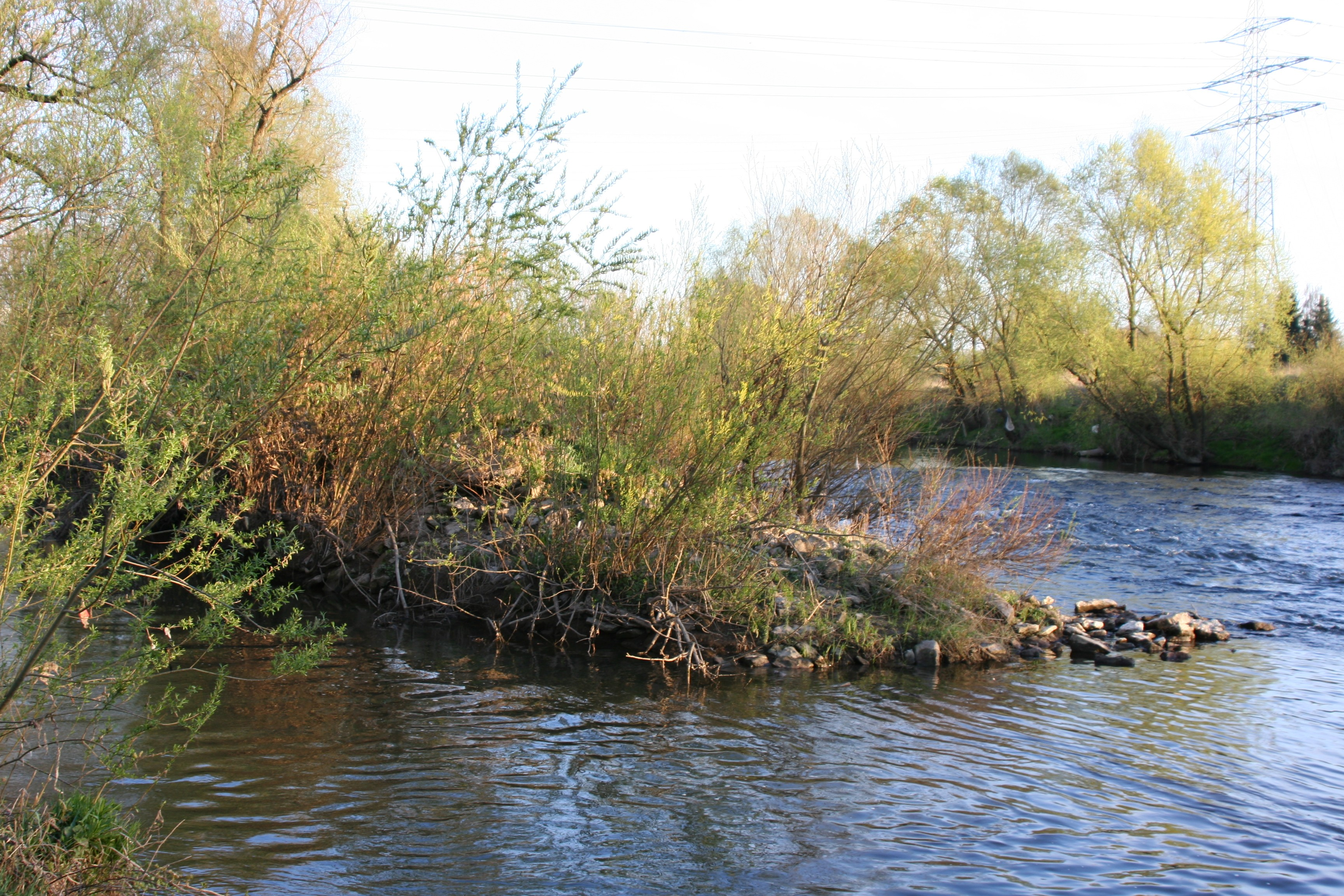
Die Sulm mündet in den Neckar

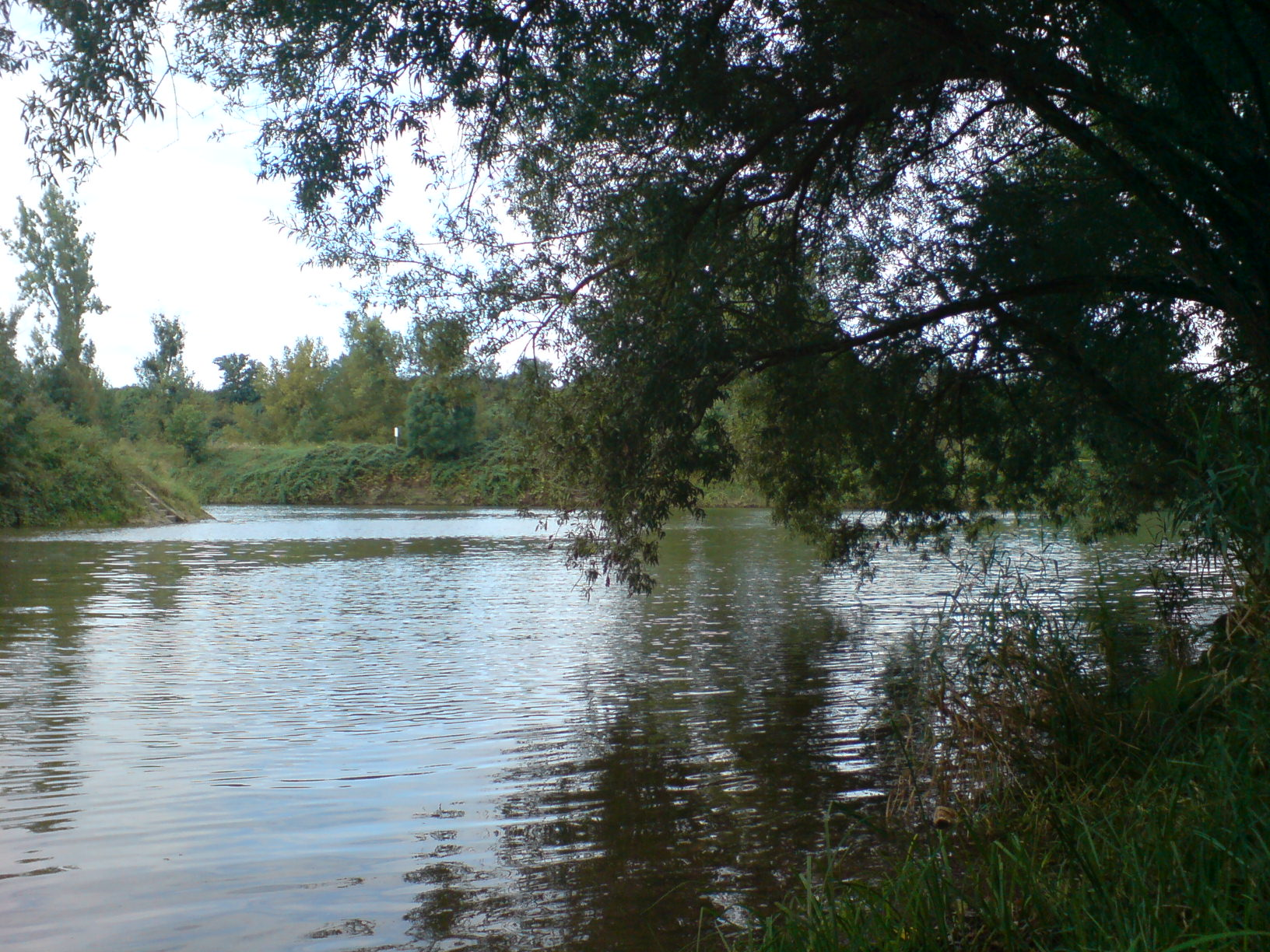
Blick von gegenüber auf die Kochermündung in den Neckarkanal

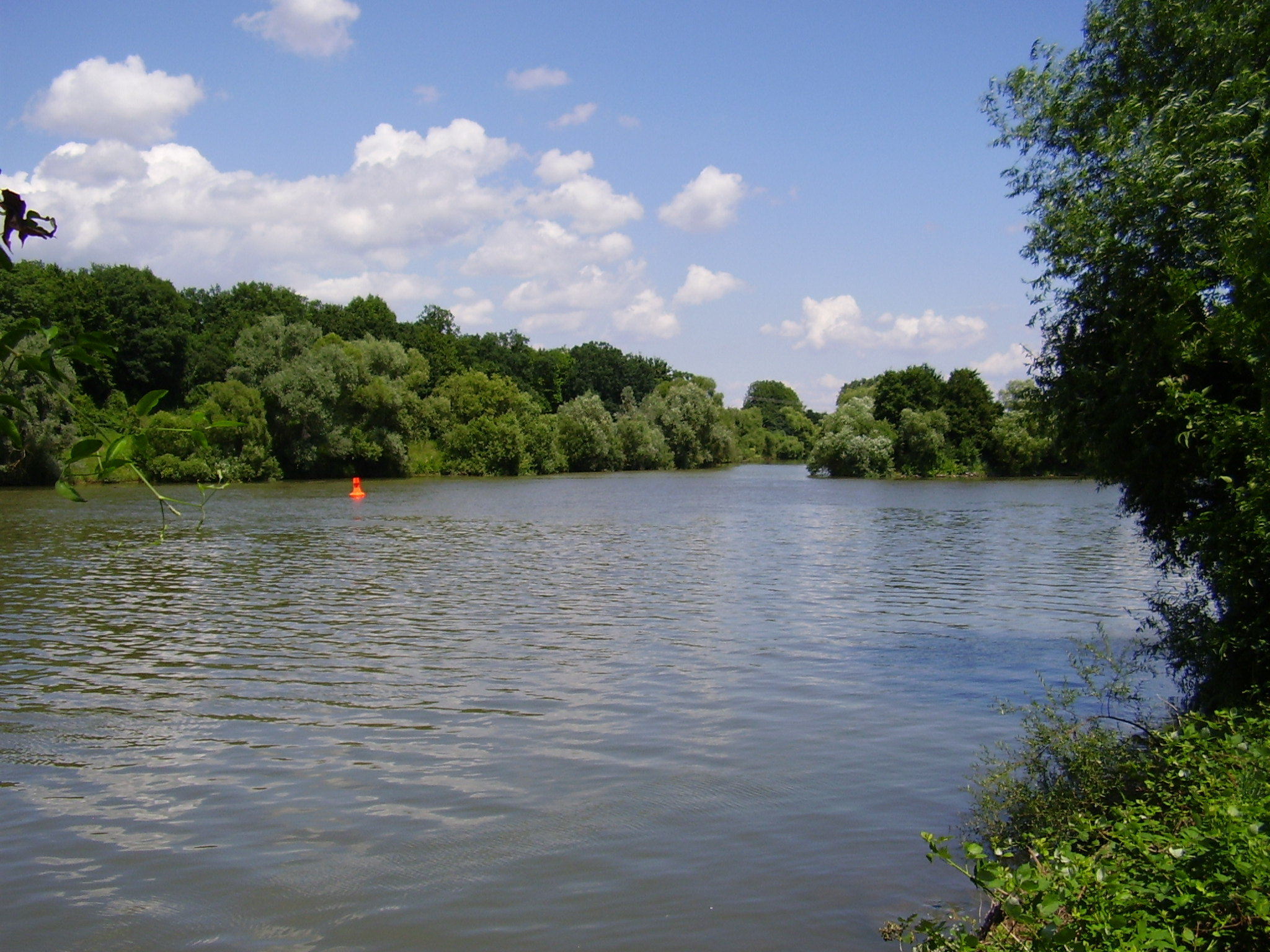
Letzter der großen Zuflüsse und längster überhaupt ist die Jagst bei Bad Friedrichshall-Jagstfeld

- Landwehrgraben, von rechts in Heilbronn, 2,6 km und 2,5 km². Weithin verdolt.
- → (Abgang des Kanals zum Heilbronner Kanalhafen), nach links auf etwas über 154 m ü. NN.[8]
- Cäcilienbach, von rechts an der Knorrstraße in den Neckar selbst, 2,1 km und 4,7 km². Weithin verdolt.
- Wolfsgraben, von links aus Heilbronn-Böckingen nach der Schleuse in den Kanalhafen, 7,4 km und 7,4 km².
- → (Abgang des Wilhelmskanals), nach links vom Neckar selbst an der Brücke von der Kaiser- zur Bahnhofstraße.
- Pfühlbach, von rechts an der Eisenbahnbrücke in den Neckar selbst, 6,7 km und 10,9 km². Lange verdolt.
- ← (Rücklauf des Wilhelmskanals), von links, 0,6 km.
- Breitenlochgraben, von rechts in den Neckar selbst bei der nördlichen Gottlieb-Daimler-Straße, 3,3 km und 2,0 km². Weithin verdolt.
- → (Verbindung), nach rechts zum Becken des Salzwerkhafens, 0,7 km bis zu dessen Ende.
- ← (Rücklauf des Heilbronner Kanalhafenbeckens), von links auf 150,8 m ü. NN[4], 3,8 km.
- Lein, von links bei Heilbronn-Neckargartach, 27,3 km und 118,9 km².[6]
- (Hafenbecken des Heilbronner Osthafens), von rechts vor der Talbrücke der A 6, 1,2 km bis zu dessen Ende.
- → (Abgang des Seitenkanals Kochendorf), nach rechts gleich nach dem Osthafeneingang.
- Böllinger Bach, von links bei Obereisesheim an der Straßenbrücke nach Neckarsulm, 16,9 km und 50,0 km².
- Riedgraben, von links bei Neckarsulm-Obereisesheim, 0,5 km und 4,0 km².
- Sulm, von rechts gegenüber der Südostspitze von Untereisesheim in den Neckar selbst, 26,2 km und 121,6 km².[6]
- Mühlbach, von links durch Untereisesheim, 2,8 km und 3,1 km².
- Kocher, von rechts bei Bad Friedrichshall-Kochendorf knapp vor dessen Ende in den Seitenkanal, 168,7 km und 1.960,1 km².[13]
  → Liste der Zuflüsse des Kochers
- Kressgraben, von links gegenüber der Kochermündung in den Neckar selbst, 2,0 km und 1,4 km². Quert den vorgenannten Mühlbach.
- (Bach aus der Klinge), von links gleich nahe den Wannenhöfen von Bad Wimpfen in den Neckar selbst, 0,5 km und 0,9 km².
- ← (Rücklauf des Seitenkanals Kochendorf), von rechts, 5,1 km.
- Töppelsgraben, von links durchs Industriegebiet von Bad Wimpfen im Tal, 1,9 km und 1,0 km².
- Salinenkanal, von rechts vor der Neckarbrücke der Elsenztalbahn auf wenig über 142,8 m ü. NN[8], 3,7 km und 3,3 km². Zweigt vom unteren Kocher rechts ab.
- Jagst, von rechts bei Bad Friedrichshall-Jagstfeld, 190,2 km und 1.839,0 km².[13]
  → Liste der Zuflüsse der Jagst

### Jagst bis Elz
- Morschbach oder Mersch, von rechts gleich nach der Bad Wimpfener Neckarbrücke, 1,7 km und 1,4 km².
- Adamsgraben (durch die Wimpfener Steigenklinge), von links, 1,6 km und 1,6 km².
- (Bach aus der Klinge), von links gegenüber Offenau, 3,1 km und 5,5 km².
- (Wassergraben Holzstraße), von rechts durch Offenau, 1,1 km und 1,3 km². Im Dorf verdolt.
- Laichengraben, von rechts durch Offenau am Südende der Kolpingstraße vorbei, 1,5 km und 0,5 km². Im Dorf verdolt.
- Huckenbach, von links fast gegenüber dem vorigen, 1,7 km und 1,1 km².
- Binsichgraben, von rechts durch die Offenauer Kläranlage, 1,0 km und 1,2 km².
- Häglegraben, von rechts nach der Kläranlage, 1,5 km und 0,8 km².
- Langenrotgraben, von rechts gegenüber der Südspitze von Bad Rappenau-Heinsheim, 1,3 km und 0,4 km².
- Zimmersteigenbach, von links durch Heinsheim, 1,7 km und 1,5 km².
- (Bach aus der Gäßnerklinge), von links an der Heinsheimer Kläranlage, 1,2 km und 0,9 km².
- Lohgraben, von rechts durchs südliche Gundelsheim, 6,8 km und 8,9 km².
- Anbach, von rechts zwischen Gundelsheim und dem Michaelsberg, 6,5 km und 12,3 km².
- Tatschengraben, von links aus Haßmersheim-Neckarmühlbach, 0,8 km und 1,0 km².
- Mühlbach, von links bei Neckarmühlbach, 11,7 km und 30,0 km².
- (Bach aus der Hohbergklinge), von links gegenüber der Gundelsheim-Böttinger Neckarschlinge, 0,8 km und 0,4 km².
- (See), rechts in der Neckaraue, 0,6 ha.
- Großer Böttinger Baggersee, von rechts, 0,4 km und 0,1 km² (Einzugsgebiet) mit einer Seefläche von 3,1 ha.
- Dölchengraben, von links durchs südliche Haßmersheim, 2,6 km und 3,6 km².
- Steinbach, von rechts unter Burg Hornberg in Steinbach, 2,1 km und 1,7 km².
- Luttenbach (!), von rechts durch Neckarzimmern, 5,5 km und 6,6 km².

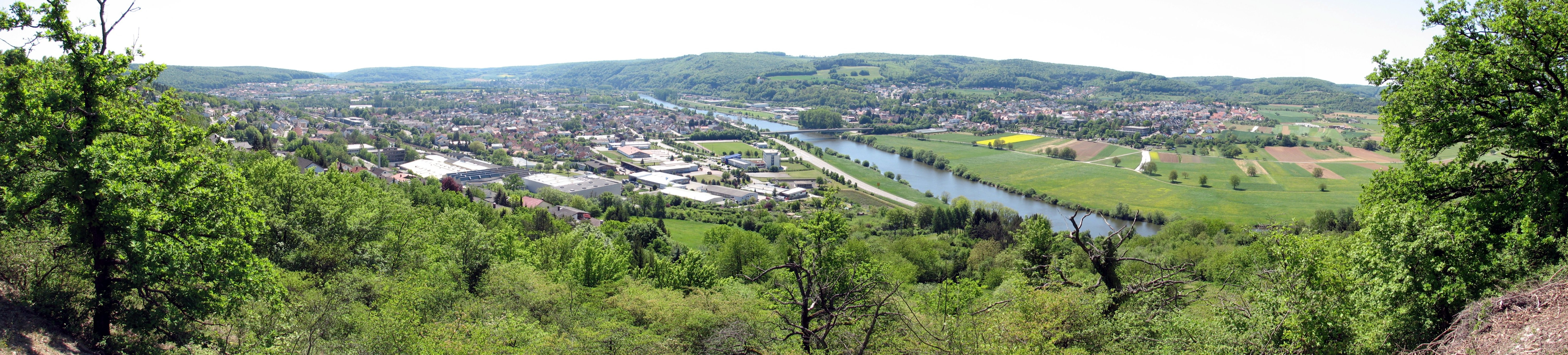
Blick etwa nach Südsüdwesten auf den Elzmündungsraum mit (v. l. n. r.) Mosbach-Neckarelz, Mosbach-Diedesheim und Obrigheim. Der Neckar fließt von der Mitte hinten nach rechts unten.

- Erlenbach, von links am Ostrand von Haßmersheim-Hochhausen, 3,8 km und 6,6 km².
- Talbach, von links durch Hochhausen, 2,2 km und 2,4 km².
- Untere Messenklinge, von rechts im Süden von Mosbach-Neckarelz, 1,9 km und 1,1 km².
- Luttenbach (!), von links unter dem Obrigheimer Schloss Neuburg, 1,7 km und 1,4 km².
- Elz, von rechts in Neckarelz, 39,8 km und 159,9 km².[6]

### Elz bis zur Kehre bei Eberbach
- Heiligenbach, von links auf 133,3 m ü. NHN in Obrigheim, 5,9 km und 6,5 km².
- Kesselfurchgraben, von rechts bei Mosbach-Diedesheim, 0,5 km.
- Schreckgraben, von rechts gleich danach, 0,3 km und über 0,1 km².
- (Bach aus der Ludolfsklinge), von rechts, 2,3 km und 2,0 km².
- (Bach aus der Birkenklinge), von rechts, 0,4 km und unter 0,2 km².
- (Zufluss aus der Tännichklinge), von rechts vor Binau-Siedlung, 1,2 km und 0,8 km².
- Häldengraben, von links nach dem Kernkraftwerk Obrigheim, 0,6 km und über 0,2 km².
- Klingenbächle, von links gegen die Spitze der Binauer Neckarschlinge, 1,3 km und 1,5 km².
- (Bach aus der Mordklinge), von rechts bei der Staustufe Guttenbach, 2,8 km und 1,8 km².
- Flursbach, von rechts vor Neckargerach durch die Margarethenschlucht, 1,6 km und 2,4 km².
- Krebsbach, von links bei Neckargerach-Guttenbach, 5,1 km und 7,2 km². Nutzt den oberen Teil der alten Neckarschlinge bei Neunkirchen-Neckarkatzenbach.
- Bächelsgraben, von links ebenfalls in Guttenbach, 1,6 km und 1,3 km². Nutzt den unteren Teil der alten Schlinge.
- Seebach, von rechts durch Neckargerach, 13,0 km und 35,8 km².
- (Bach aus der Wolfsschlucht), von links, 1,2 km und 1,0 km². (Nicht die bekannte Wolfschlucht, die etwas weiter unten steht.)
- Koppenbach, von rechts am Südrand von Zwingenberg, 3,8 km und 5,0 km².
- Kleiner Koppenbach, von rechts gleich danach, 0,7 km und 1,4 km².
- Schlossbächlein, von rechts am Westrand von Zwingenberg unter der Burg Zwingenberg aus der Wolfschlucht, 2,7 km und 3,5 km².
- (Bach durch die Finkenklinge), von links gegenüber Eberbach-Lindach, 1,4 km und 0,8 km².
- Krösselbach, von links beim Eberbacher Wohnplatz Krösselbach, 1,7 km und 1,6 km².
- Lautenbach, von rechts an der Staustufe Rockenau, 1,6 km und 1,7 km².
- Rotenbach, von links am Eberbacher Wohnplatz Rothenbach (!), 0,7 km und 1,1 km².
- (Zufluss), von rechts vor dem Eberbacher Wohnplatz Neckarhälde, 0,4 km und 0,9 km².
- Wimmersbach, von links durch den Ortsteil Neckarwimmersbach gegenüber der Stadt Eberbach, 1,8 km und 2,6 km².
- Itter, von rechts westlich des Zentrums von Eberbach, 28,1 km und 168,3 km².[6]

### Eberbach bis Heidelberg

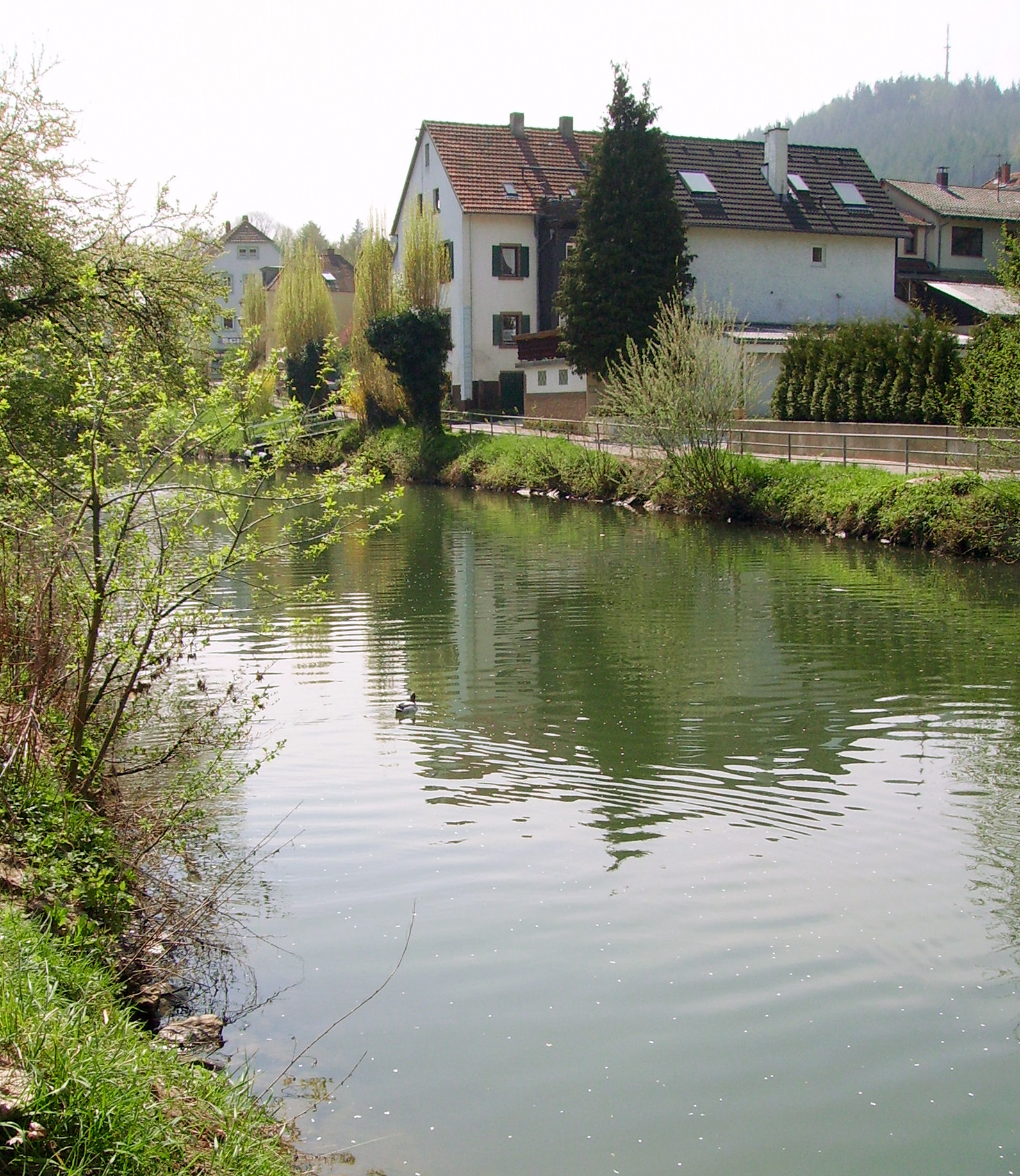
Die Elsenz in Neckargemünd

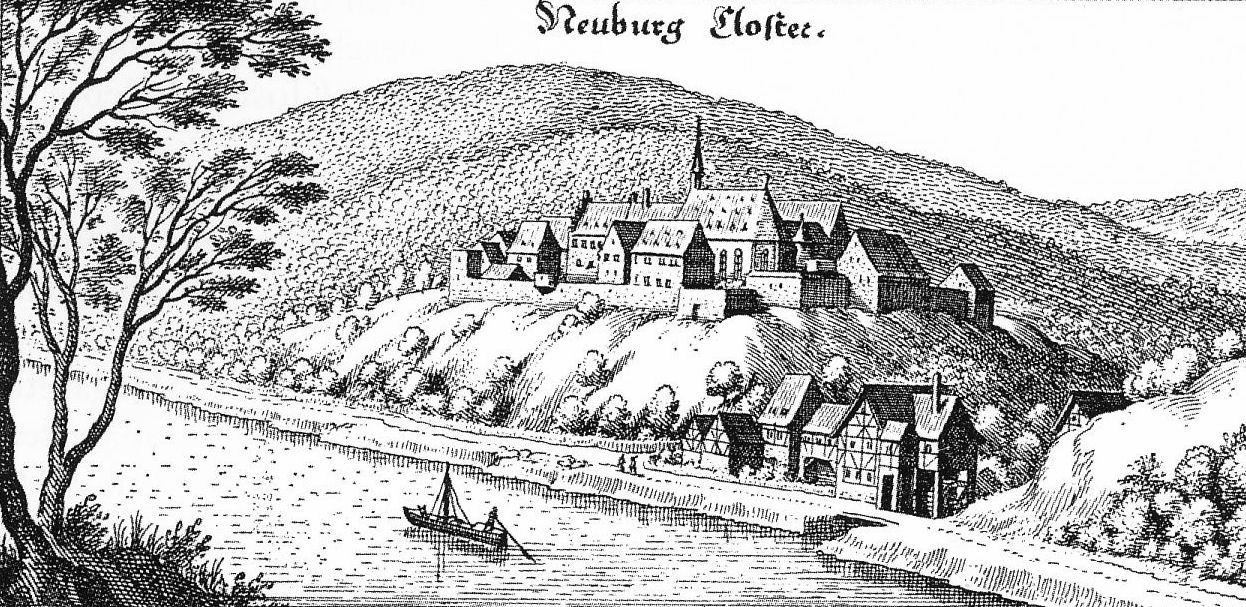
Stift Neuburg mit Mausbachtaleinschnitt, Stich von Matthaeus Merian, 1645

- Gammelsbach, von rechts nach Eberbach, 12,8 km und 33,2 km².
- Igelsbach, von rechts durch Igelsbach, 1,2 km und 6,1 km².
- Pleutersbach, von links durch Pleutersbach, 7,7 km und 18,2 km².
- Klingenbach, von links bei Schönbrunn-Moosbrunn, 2,9 km und 2,7 km².
- Seitelsbach, von links kurz vor dem Ostportal des Hirschhorner Tunnels der B 37, 1,8 km und 1,8 km².
- Schleusenkanal Hirschhorn, nach und von links bei Hirschhorn-Ersheim, 0,7 km und über 0,2 km².
- Laxbach, von rechts bei Hirschhorn, 30,0 km (mit längerem rechtem Oberlauf Ulfenbach) und 170,0 km².[6]
- (Auengraben unterm Neckarberg), von links, über 0,2 km und 0,3 km².
- Finsterbach, von links am Neckarhäuserhof von Neckargemünd, ca. 2,8 km mit dem etwas kürzerem rechten Finsterbächle der beiden Oberläufe und 5,1 km².
- Lanzenbach, von rechts bei Neckarsteinach-Lanzenbach, 3,1 km und 4,0 km².
- Neckarberggraben, von links wenig abwärts und gegenüber von Lanzenbach, ca. 2,0 km und 1,2 km².
- (Bach aus der Darsberger Höhenrodungsinsel), von rechts, 1,0 km und 0,6 km².
- Bittersbach, von rechts aus Neckarsteinach-Darsberg, 2,2 km und 2,5 km².
- Lautenbach, von links, ca. 1,1 km und 0,8 km².
- Gießbach, von links aus Neckargemünd-Mückenloch, 1,2 km und 1,4 km².
- Schleusenkanal Neckarsteinach, nach und von rechts in Neckarsteinach, 0,7 km und über 0,1 km².
- Steinach, von rechts in Neckarsteinach, 22,2 km und 69,5 km².
- Herrbach, von links bei Neckargemünd-Rainbach, ca. 4,5 km und 6,0 km².
- Münzenbach von links in Neckargemünd, 0,3 km und 1,9 km².
- Elsenz, von links in Neckargemünd, 53,2 km und 542,7 km².[6]
  → Liste der Zuflüsse der Elsenz
- Kümmelbach, von links am Westende von Neckargemünd, 2,8 km und 2,7 km².
- Schleusenkanal Neckargemünd, nach und von rechts an der Orthopädischen Klinik von Heidelberg-Schlierbach, 0,5 km und 0,6 km².
- Bärenbach, von rechts vor Heidelberg-Ziegelhausen, 2,3 km und 2,6 km².
- Steinbach, von rechts in Ziegelhausen, 4,6 km und 10,9 km².
- Schlierbach, von links vom Wolfsbrunnen her durch Heidelberg-Schlierbach, 0,9 km und 1,3 km².
- Mausbach, von rechts am Stift Neuburg bei Ziegelhausen, 2,1 km und 1,8 km².
- → (Abgang des Schleusenkanals Heidelberg), nach links vor dem Karlstor-Bahnhof in Heidelberg
- Schweinsbächel, von rechts am Wehrsteg gegenüber dem Karlstor im Osten Heidelbergs, 1,3 km und 1,0 km².
- ← (Rücklauf des Schleusenkanals Heidelberg), von links am Neckarmünzplatz von Heidelberg, 0,7 km und 0,3 km².
- Klingenteichbach, von links verdolt durch die Heidelberger Altstadt zwischen Alter und Theodor-Heuss-Brücke, 1,5 km und 1,2 km².

### Heidelberg bis Mündung
- Kanzelbach, von rechts am Südostrand von Ladenburg, 12,9 km und 59,7 km².
- (Verbindung), nach links bei Mannheim-Jungbusch über den Mannheimer Mühlauhafen zum Rhein oberhalb der Neckar-Zumündung, 3,4 km und 2,0 km². Seit Längerem nicht mehr durchgängig, weil die Drehbrücke Teufelsbrücke gesperrt ist und ihre Schleuse zum Mühlauhafen geschlossen.
- (Verbindung), nach rechts weniger als einen Kilometer vor der Neckarmündung über die Kammerschleuse, den Mannheimer Industriehafen und den Altarm Waldhofer / Sandhofer Altrhein zum abwärtigen Rhein bei Mannheim-Sandhofen, 7,0 km und 33,84 km². Der Hafen liegt im Südteil des Altarms, der an der Nordwestspitze der von ihm im Osten und von diesem im Westen begrenzten Friesenheimer Insel in den kanalisierten Rhein mündet.